# Stazioni ferroviarie del Giappone (K-L)
| Stazioni ferroviarie del Giappone | Stazioni ferroviarie del Giappone | Stazioni ferroviarie del Giappone | Stazioni ferroviarie del Giappone | Stazioni ferroviarie del Giappone | Stazioni ferroviarie del Giappone | Stazioni ferroviarie del Giappone | Stazioni ferroviarie del Giappone | Stazioni ferroviarie del Giappone | Stazioni ferroviarie del Giappone | Stazioni ferroviarie del Giappone | Stazioni ferroviarie del Giappone | Stazioni ferroviarie del Giappone | Stazioni ferroviarie del Giappone | Stazioni ferroviarie del Giappone | Stazioni ferroviarie del Giappone | Stazioni ferroviarie del Giappone | Stazioni ferroviarie del Giappone | Stazioni ferroviarie del Giappone | Stazioni ferroviarie del Giappone | Stazioni ferroviarie del Giappone |
| --------------------------------- | --------------------------------- | --------------------------------- | --------------------------------- | --------------------------------- | --------------------------------- | --------------------------------- | --------------------------------- | --------------------------------- | --------------------------------- | --------------------------------- | --------------------------------- | --------------------------------- | --------------------------------- | --------------------------------- | --------------------------------- | --------------------------------- | --------------------------------- | --------------------------------- | --------------------------------- | --------------------------------- |
| A                                 | B                                 | C                                 | D                                 | E                                 | F                                 | G                                 | H                                 | I                                 | J                                 | KL                                | M                                 | N                                 | OP                                | R                                 | S                                 | T                                 | U                                 | W                                 | Y                                 | Z                                 |

## Lista delle stazioni

### Ka
| Stazione di Kabaike                       | 蒲池駅 (愛知県)（かばいけ）                          |
| Stazione di Kabatake                      | 神畑駅（かばたけ）                                   |
| Stazione di Kabe (Hiroshima)              | 可部駅（かべ）                                       |
| Stazione di Kabe (Tokyo)                  | 河辺駅（かべ）                                       |
| Stazione di Kabuto (Fukushima)            | 兜駅（かぶと）                                       |
| Stazione di Kabuto (Mie)                  | 加太駅 (三重県)（かぶと）                            |
| Stazione di Kabutonuma                    | 兜沼駅（かぶとぬま）                                 |
| Stazione di Kachidoki                     | 勝どき駅（かちどき）                                 |
| Stazione di Kachigawa                     | 勝川駅（かちがわ）                                   |
| Stazione di Kada                          | 加太駅 (和歌山県)（かだ）                            |
| Stazione di Kado                          | 鹿渡駅（かど）                                       |
| Stazione di Kadogawa                      | 門川駅（かどがわ）                                   |
| Stazione di Kadohara                      | 勝原駅（かどはら）                                   |
| Stazione di Kadoma-minami                 | 門真南駅（かどまみなみ）                             |
| Stazione di Kadoma-shi                    | 門真市駅（かどまし）                                 |
| Stazione di Kadomatsu                     | 門松駅（かどまつ）                                   |
| Stazione di Kadonohama                    | 角の浜駅（かどのはま）                               |
| Stazione di Kadosawabashi                 | 門沢橋駅（かどさわばし）                             |
| Stazione di Kadoshima                     | 門島駅（かどしま）                                   |
| Stazione di Kaesa                         | 替佐駅（かえさ）                                     |
| Stazione di Kafuri                        | 加布里駅（かふり）                                   |
| Stazione di Kaga-Kasama                   | 加賀笠間駅（かがかさま）                             |
| Stazione di Kagami                        | 香我美駅（かがみ）                                   |
| Stazione di Kagamigahara                  | 各務ヶ原駅（かがみがはら）                           |
| Stazione di Kagamigawabashi               | 鏡川橋駅（かがみがわばし）                           |
| Stazione di Kagamiishi                    | 鏡石駅（かがみいし）                                 |
| Stazione di Kagaonsen                     | 加賀温泉駅（かがおんせん）                           |
| Stazione di Kagato                        | 香登駅（かがと）                                     |
| Stazione di Kagawa (Yamaguchi)            | 嘉川駅（かがわ）                                     |
| Stazione di Kagawa (Kanagawa)             | 香川駅（かがわ）                                     |
| Stazione di Kagemori                      | 影森駅（かげもり）                                   |
| Stazione di Kageno                        | 影野駅（かげの）                                     |
| Stazione di Kagetsuenmae                  | 花月園前駅（かげつえんまえ）                         |
| Stazione di Kagohara                      | 籠原駅（かごはら）                                   |
| Stazione di Kagoshima                     | 鹿児島駅（かごしま）                                 |
| Stazione di Kagoshima-Chūō                | 鹿児島中央駅（かごしまちゅうおう）                   |
| Stazione di Kagoshima-chūō-eki-mae        | 鹿児島中央駅前駅（かごしまちゅうおうえきまえ）       |
| Stazione di Kagoshima-eki-mae             | 鹿児島駅前駅（かごしまえきまえ）                     |
| Stazione di Kaguraoka                     | 神楽岡駅（かぐらおか）                               |
| Stazione di Kagurazaka                    | 神楽坂駅（かぐらざか）                               |
| Stazione di Kaguyama                      | 香久山駅（かぐやま）                                 |
| Stazione di Kaibara                       | 柏原駅 (兵庫県)（かいばら）                          |
| Stazione di Kaida                         | 貝田駅（かいだ）                                     |
| Stazione di Kaifu                         | 海部駅（かいふ）                                     |
| Kaigan-dōri                               | 海岸通駅（かいがんどおり）                           |
| Stazione di Kaiganji                      | 海岸寺駅（かいがんじ）                               |
| Stazione di Kaihin-Makuhari               | 海浜幕張駅（かいひんまくはり）                       |
| Stazione di Kaihotsu                      | 開発駅（かいほつ）                                   |
| Stazione di Kai-Iwama                     | 甲斐岩間駅（かいいわま）                             |
| Stazione di Kaiji                         | 海路駅（かいじ）                                     |
| Stazione di Kaijin                        | 海神駅（かいじん）                                   |
| Stazione di Kai-Koizumi                   | 甲斐小泉駅（かいこいずみ）                           |
| Stazione di Kaikonoyashiro                | 蚕ノ社駅（かいこのやしろ）                           |
| Stazione di Kaimei                        | 開明駅（かいめい）                                   |
| Stazione di Kaimon                        | 開聞駅（かいもん）                                   |
| Stazione di Kaina                         | 荷稲駅（かいな）                                     |
| Stazione di Kainan                        | 海南駅（かいなん）                                   |
| Stazione di Kai-Ōizumi                    | 甲斐大泉駅（かいおおいずみ）                         |
| Stazione di Kai-Ōshima                    | 甲斐大島駅（かいおおしま）                           |
| Stazione di Kairakuen                     | 偕楽園駅（かいらくえん）                             |
| Stazione di Kaisei                        | 開成駅（かいせい）                                   |
| Stazione di Kai-Sumiyoshi                 | 甲斐住吉駅（かいすみよし）                           |
| Stazione di Kaitaichi                     | 海田市駅（かいたいち）                               |
| Stazione di Kai-Tokiwa                    | 甲斐常葉駅（かいときわ）                             |
| Stazione di Kai-Ueno                      | 甲斐上野駅（かいうえの）                             |
| Stazione di Kai-Yamato                    | 甲斐大和駅（かいやまと）                             |
| Stazione di Kaizaki                       | 海崎駅（かいざき）                                   |
| Stazione di Kaize (Nagano)                | 海瀬駅（かいぜ）                                     |
| Stazione di Kaize (Nagasaki)              | 皆瀬駅（かいぜ）                                     |
| Stazione di Kaizu                         | 貝津駅（かいづ）                                     |
| Stazione di Kaizuka (Fukuoka)             | 貝塚駅 (福岡県)（かいづか）                          |
| Stazione di Kaizuka (Osaka)               | 貝塚駅 (大阪府)（かいづか）                          |
| Stazione di Kaizuka Shiyakushomae         | 貝塚市役所前駅（かいづかしやくしょまえ）             |
| Stazione di Kaji                          | 加治駅（かじ）                                       |
| Stazione di Kajigaya                      | 梶が谷駅（かじがや）                                 |
| Stazione di Kajigaya Kamotsu Terminal     | 梶ヶ谷貨物ターミナル駅（かじがやかもつたーみなる）   |
| Stazione di Kajikazawaguchi               | 鰍沢口駅（かじかざわぐち）                           |
| Stazione di Kajiki                        | 加治木駅（かじき）                                   |
| Stazione di Kajikuri-Gōdaichi             | 梶栗郷台地駅（かじくりごうだいち）                   |
| Stazione di Kajita                        | 梶田駅（かじた）                                     |
| Stazione di Kajiwara                      | 梶原駅（かじわら）                                   |
| Stazione di Kajiyashiki                   | 梶屋敷駅（かじやしき）                               |
| Stazione di Kakamigahara-shiyakusho-mae   | 各務原市役所前駅（かかみがはらしやくしょまえ）       |
| Stazione di Kakarima                      | 掛澗駅（かかりま）                                   |
| Stazione di Kakegawa                      | 掛川駅（かけがわ）                                   |
| Stazione di Kakegawa-shiyakusho-mae       | 掛川市役所前駅（かけがわしやくしょまえ）             |
| Stazione di Kakeyama                      | 佳景山駅（かけやま）                                 |
| Stazione di Kakidaira                     | 柿平駅（かきだいら）                                 |
| Stazione di Kakigashima                   | 柿ヶ島駅（かきがしま）                               |
| Stazione di Kakinoki                      | 柿ノ木駅（かきのき）                                 |
| Stazione di Kakio                         | 柿生駅（かきお）                                     |
| Stazione di Kakishitaonsenguchi           | 柿下温泉口駅（かきしたおんせんぐち）                 |
| Stazione di Kakizaki                      | 柿崎駅（かきざき）                                   |
| Stazione di Kakogawa                      | 加古川駅（かこがわ）                                 |
| Stazione di Kaku                          | 賀来駅（かく）                                       |
| Stazione di Kakuda                        | 角田駅（かくだ）                                     |
| Stazione di Kakumodani                    | 角茂谷駅（かくもだに）                               |
| Stazione di Kakunodate                    | 角館駅（かくのだて）                                 |
| Stazione di Kakuōzan                      | 覚王山駅（かくおうざん）                             |
| Stazione di Kamabuchi                     | 釜淵駅（かまぶち）                                   |
| Stazione di Kamachi                       | 蒲池駅 (福岡県)（かまち）                            |
| Stazione di Kamado                        | 釜戸駅（かまど）                                     |
| Stazione di Kamagafuchi                   | 釜ヶ淵駅（かまがふち）                               |
| Stazione di Kamagaya                      | 鎌ヶ谷駅（かまがや）                                 |
| Stazione di Kamagayadaibutsu              | 鎌ヶ谷大仏駅（かまがやだいぶつ）                     |
| Stazione di Kamaishi                      | 釜石駅（かまいし）                                   |
| Stazione di Kamakura                      | 鎌倉駅（かまくら）                                   |
| Stazione di Kamakurakōkō-mae              | 鎌倉高校前駅（かまくらこうこうまえ）                 |
| Stazione di Kamanohana                    | 釜ノ鼻駅（かまのはな）                               |
| Stazione di Kamase                        | 鎌瀬駅（かませ）                                     |
| Stazione di Kamasusaka                    | 蒲須坂駅（かますさか）                               |
| Stazione di Kamata (Tokyo)                | 蒲田駅（かまた）                                     |
| Stazione di Kamata (Ehime)                | 鎌田駅（かまた）                                     |
| Stazione di Kamate                        | 鎌手駅（かまて）                                     |
| Stazione di Kamatori                      | 鎌取駅（かまとり）                                   |
| Stazione di Kamaya (Hokkaido)             | 釜谷駅（かまや）                                     |
| Stazione di Kamaya (Aichi)                | 鎌谷駅（かまや）                                     |
| Stazione di Kambara                       | 蒲原駅（かんばら）                                   |
| Stazione di Kambe                         | 神戸駅 (愛知県)（かんべ）                            |
| Stazione di Kameari                       | 亀有駅（かめあり）                                   |
| Stazione di Kameda                        | 亀田駅（かめだ）                                     |
| Stazione di Kamedake                      | 亀嵩駅（かめだけ）                                   |
| Stazione di Kamegawa                      | 亀川駅（かめがわ）                                   |
| Stazione di Kamei                         | 亀井駅（かめい）                                     |
| Stazione di Kameido                       | 亀戸駅（かめいど）                                   |
| Stazione di Kameidosuijin                 | 亀戸水神駅（かめいどすいじん）                       |
| Stazione di Kamejima                      | 亀島駅（かめじま）                                   |
| Stazione di Kamenokō                      | 亀甲駅（かめのこう）                                 |
| Stazione di Kameoka                       | 亀岡駅（かめおか）                                   |
| Stazione di Kameyama (Hyogo)              | 亀山駅 (兵庫県)（かめやま）                          |
| Stazione di Kameyama (Mie)                | 亀山駅 (三重県)（かめやま）                          |
| Stazione di Kamezaki                      | 亀崎駅（かめざき）                                   |
| Stazione di Kami                          | 加美駅（かみ）                                       |
| Stazione di Kami-Ainoura                  | 上相浦駅（かみあいのうら）                           |
| Stazione di Kami-Arisu                    | 上有住駅（かみありす）                               |
| Stazione di Kami-Arita                    | 上有田駅（かみありた）                               |
| Stazione di Kami-Ashibetsu                | 上芦別駅（かみあしべつ）                             |
| Stazione di Kami-Asō                      | 上麻生駅（かみあそう）                               |
| Stazione di Kami-Atsunai                  | 上厚内駅（かみあつない）                             |
| Stazione di Kamidaki                      | 上滝駅（かみだき）                                   |
| Stazione di Kami-Fukawa                   | 上深川駅（かみふかわ）                               |
| Stazione di Kami-Fukuoka                  | 上福岡駅 （かみふくおか）                            |
| Stazione di Kami-Furano                   | 上富良野駅（かみふらの）                             |
| Stazione di Kami-Futada                   | 上二田駅（かみふただ）                               |
| Stazione di Kamigōri                      | 上郡駅（かみごおり）                                 |
| Stazione di Kamigō                        | 上郷駅（かみごう）                                   |
| Stazione di Kami-Gōra                     | 上強羅駅（かみごうら）                               |
| Stazione di Kamihama                      | 上浜駅（かみはま）                                   |
| Stazione di Kami-Hinokinai                | 上桧木内駅（かみひのきない）                         |
| Stazione di Kami-Hobara                   | 上保原駅（かみほばら）                               |
| Stazione di Kami-Honami                   | 上穂波駅（かみほなみ）                               |
| Stazione di Kamihongō                     | 上本郷駅（かみほんごう）                             |
| Stazione di Kami-Hommachi                 | 上本町駅（かみほんまち）                             |
| Stazione di Kamihori                      | 上堀駅（かみほり）                                   |
| Stazione di Kami-Horomui                  | 上幌向駅（かみほろむい）                             |
| Stazione di Kami-Horonobe                 | 上幌延駅（かみほろのべ）                             |
| Stazione di Kami-Hoshikawa                | 上星川駅（かみほしかわ）                             |
| Stazione di Kamiichi                      | 上市駅（かみいち）                                   |
| Stazione di Kamiichiba                    | 上市場駅（かみいちば）                               |
| Stazione di Kamiichiman                   | 上一万駅（かみいちまん）                             |
| Stazione di Kami-Igusa                    | 上井草駅（かみいぐさ）                               |
| Stazione di Kamiiida                      | 上飯田駅（かみいいだ）                               |
| Stazione di Kami-Iijima                   | 上飯島駅（かみいいじま）                             |
| Stazione di Kami-Ijūin                    | 上伊集院駅（かみいじゅういん）                       |
| Stazione di Kami-Imai                     | 上今井駅（かみいまい）                               |
| Stazione di Kami-Imaichi                  | 上今市駅（かみいまいち）                             |
| Stazione di Kami-Imari                    | 上伊万里駅（かみいまり）                             |
| Stazione di Kamiiso                       | 上磯駅（かみいそ）                                   |
| Stazione di Kami-Ita                      | 上伊田駅（かみいた）                                 |
| Stazione di Kami-Itabashi                 | 上板橋駅 （かみいたばし）                            |
| Stazione di Kami-Iwami                    | 上石見駅（かみいわみ）                               |
| Stazione di Kamiizumi                     | 上泉駅（かみいずみ）                                 |
| Stazione di Kamijō (Nagano)               | 上条駅 (長野県)（かみじょう）                        |
| Stazione di Kamijō (Niigata)              | 上条駅 (新潟県)（かみじょう）                        |
| Stazione di Kami-Kagawa                   | 上嘉川駅（かみかがわ）                               |
| Stazione di Kami-Kambai                   | 上神梅駅（かみかんばい）                             |
| Stazione di Kami-Kanada                   | 上金田駅（かみかなだ）                               |
| Stazione di Kami-Kasada                   | 上笠田駅（かみかさだ）                               |
| Stazione di Kami-Katagiri                 | 上片桐駅（かみかたぎり）                             |
| Stazione di Kami-Katsura                  | 上桂駅（かみかつら）                                 |
| Stazione di Kamikawa                      | 上川駅（かみかわ）                                   |
| Stazione di Kamikawaguchi                 | 上川口駅 （かみかわぐち）                            |
| Stazione di Kami-Kawatachi                | 上川立駅（かみかわたち）                             |
| Stazione di Kamikitachō                   | 上北町駅（かみきたちょう）                           |
| Stazione di Kamikitadai                   | 上北台駅（かみきただい）                             |
| Stazione di Kami-Kitazawa                 | 上北沢駅（かみきたざわ）                             |
| Stazione di Kamikoma                      | 上狛駅（かみこま）                                   |
| Stazione di Kami-Kosawa                   | 上古沢駅（かみこさわ）                               |
| Stazione di Kami-Kumagaya                 | 上熊谷駅（かみくまがや）                             |
| Stazione di Kami-Kumamoto                 | 上熊本駅（かみくまもと）                             |
| Stazione di Kami-Kumamoto-eki-mae         | 上熊本駅前駅（かみくまもとえきまえ）                 |
| Stazione di Kami-Kuwanagawa               | 上桑名川駅（かみくわながわ）                         |
| Stazione di Kamimachi                     | 上町駅（かみまち）                                   |
| Stazione di Kamimaezu                     | 上前津駅（かみまえづ）                               |
| Stazione di Kami-Mamba                    | 上万場駅（かみまんば）                               |
| Stazione di Kami-Marubuchi                | 上丸渕駅（かみまるぶち）                             |
| Stazione di Kami-Matsukawa                | 上松川駅（かみまつかわ）                             |
| Stazione di Kami-Mio                      | 上三緒駅（かみみお）                                 |
| Stazione di Kami-Mita                     | 上三田駅（かみみた）                                 |
| Stazione di Kamimiyori-Shiobaraonsenguchi | 上三依塩原温泉口駅（かみみよりしおばらおんせんぐち） |
| Stazione di Kamimizo                      | 上溝駅（かみみぞ）                                   |
| Stazione di Kamimoku                      | 上牧駅 (群馬県)（かみもく）                          |
| Stazione di Kami-Morioka                  | 上盛岡駅（かみもりおか）                             |
| Stazione di Kamimuragakuenmae             | 神村学園前駅（かみむらがくえんまえ）                 |
| Stazione di Kami-Nagatoro                 | 上長瀞駅（かみながとろ）                             |
| Stazione di Kami-Nagaya                   | 上永谷駅（かみながや）                               |
| Stazione di Kaminaka                      | 上中駅（かみなか）                                   |
| Stazione di Kami-Nakazato                 | 上中里駅（かみなかざと）                             |
| Stazione di Kaminobe                      | 上野部駅（かみのべ）                                 |
| Stazione di Kaminochō                     | 上の町駅（かみのちょう）                             |
| Stazione di Kami-noge                     | 上野毛駅（かみのげ）                                 |
| Stazione di Kaminogō                      | 上之郷駅（かみのごう）                               |
| Stazione di Kami-Nojiri                   | 上野尻駅（かみのじり）                               |
| Stazione di Kaminokuni                    | 上ノ国駅（かみのくに）                               |
| Stazione di Kaminoma                      | 上野間駅（かみのま）                                 |
| Stazione di Kaminome                      | 上野目駅（かみのめ）                                 |
| Stazione di Kami-Nopporo                  | 上野幌駅（かみのっぽろ）                             |
| Stazione di Kaminoshō                     | 上ノ庄駅（かみのしょう）                             |
| Stazione di Kaminotaishi                  | 上ノ太子駅（かみのたいし）                           |
| Stazione di Kaminoyama Onsen              | かみのやま温泉駅（かみのやまおんせん）               |
| Stazione di Kamio                         | 神尾駅（かみお）                                     |
| Stazione di Kamioboro                     | 上尾幌駅（かみおぼろ）                               |
| Stazione di Kamiogawa                     | 上小川駅（かみおがわ）                               |
| Stazione di Kamioka                       | 上岡駅（かみおか）                                   |
| Stazione di Kami-Ōi                       | 上大井駅（かみおおい）                               |
| Stazione di Kami-Ōoka                     | 上大岡駅（かみおおおか）                             |
| Stazione di Kami-Ōtsuki                   | 上大月駅（かみおおつき）                             |
| Stazione di Kami-Otai                     | 上小田井駅（かみおたい）                             |
| Stazione di Kamisakaemachi                | 上栄町駅（かみさかえまち）                           |
| Stazione di Kamisakai                     | 上境駅（かみさかい）                                 |
| Stazione di Kamisawa (Aichi)              | 神沢駅（かみさわ）                                   |
| Stazione di Kamisawa (Hyōgo)              | 上沢駅（かみさわ）                                   |
| Stazione di Kami-Sendai                   | 上川内駅（かみせんだい）                             |
| Stazione di Kami-Shakujii                 | 上石神井駅（かみしゃくじい）                         |
| Stazione di Kami-Shinjō                   | 上新庄駅 （かみしんじょう）                          |
| Stazione di Kami-Shirataki                | 上白滝駅（かみしらたき）                             |
| Stazione di Kamishiro                     | 神城駅（かみしろ）                                   |
| Stazione di Kami-Shishiori                | 上鹿折駅（かみししおり）                             |
| Stazione di Kamisu                        | 神栖駅（かみす）                                     |
| Stazione di Kami-Sugaya                   | 上菅谷駅（かみすがや）                               |
| Stazione di Kamisuge                      | 上菅駅（かみすげ）                                   |
| Stazione di Kamisugi (Akita)              | 上杉駅（かみすぎ）                                   |
| Stazione di Kamisugi (Hiroshima)          | 神杉駅（かみすぎ）                                   |
| Stazione di Kami-Suwa                     | 上諏訪駅（かみすわ）                                 |
| Stazione di Kami-Tanoura                  | 上田浦駅（かみたのうら）                             |
| Stazione di Kamitobaguchi                 | 上鳥羽口駅（かみとばぐち）                           |
| Stazione di Kamitode                      | 上戸手駅（かみとで）                                 |
| Stazione di Kami-Toyota                   | 上豊田駅（かみとよた）                               |
| Stazione di Kamiura                       | 上浦駅（かみうら）                                   |
| Stazione di Kami-Usuki                    | 上臼杵駅（かみうすき）                               |
| Stazione di Kami-Uwa                      | 上宇和駅（かみうわ）                                 |
| Stazione di Kami-Wakuya                   | 上涌谷駅（かみわくや）                               |
| Stazione di Kamiya                        | 神谷駅（かみや）                                     |
| Stazione di Kamiyachō                     | 神谷町駅（かみやちょう）                             |
| Stazione di Kami-Yagi                     | 上八木駅（かみやぎ）                                 |
| Stazione di Kami-Yakuno                   | 上夜久野駅（かみやくの）                             |
| Kamiya-chō-higashi                        | 紙屋町東駅（かみやちょうひがし）                     |
| Kamiya-chō-nishi                          | 紙屋町西駅（かみやちょうにし）                       |
| Stazione di Kamiyama                      | 神山駅（かみやま）                                   |
| Stazione di Kami-Yamaguchi                | 上山口駅（かみやまぐち）                             |
| Stazione di Kamiyashiro                   | 上社駅（かみやしろ）                                 |
| Stazione di Kamiyasu                      | 上安駅（かみやす）                                   |
| Stazione di Kami-Yokosuka                 | 上横須賀駅（かみよこすか）                           |
| Stazione di Kami-Yonai                    | 上米内駅（かみよない）                               |
| Stazione di Kami-Yuzawa                   | 上湯沢駅（かみゆざわ）                               |
| Stazione di Kammaki                       | 上牧駅 (大阪府)（かんまき）                          |
| Stazione di Kamo (Fukuoka)                | 賀茂駅（かも）                                       |
| Stazione di Kamo (Kyoto)                  | 加茂駅 (京都府)（かも）                              |
| Stazione di Kamo (Mie)                    | 加茂駅 (三重県)（かも）                              |
| Stazione di Kamo (Niigata)                | 加茂駅 (新潟県)（かも）                              |
| Stazione di Kamogata                      | 鴨方駅（かもがた）                                   |
| Stazione di Kamogawa                      | 鴨川駅（かもがわ）                                   |
| Stazione di Kamogō                        | 加茂郷駅（かもごう）                                 |
| Stazione di Kamoi                         | 鴨居駅（かもい）                                     |
| Stazione di Kamojima                      | 鴨島駅（かもじま）                                   |
| Stazione di Kamonaka                      | 加茂中駅（かもなか）                                 |
| Stazione di Kamono                        | 加茂野駅（かもの）                                   |
| Stazione di Kamonomiya (Saitama)          | 加茂宮駅（かものみや）                               |
| Stazione di Kamonomiya (Kanagawa)         | 鴨宮駅（かものみや）                                 |
| Stazione di Kamuriki                      | 冠着駅（かむりき）                                   |
| Stazione di Kamuro                        | 学文路駅（かむろ）                                   |
| Stazione di Kan'onji                      | 観音寺駅 (香川県)（かんおんじ）                      |
| Stazione di Kanada                        | 金田駅（かなだ）                                     |
| Stazione di Kanae                         | 鼎駅（かなえ）                                       |
| Stazione di Kanagawa (Okayama)            | 金川駅（かながわ）                                   |
| Stazione di Kanagawa (Kanagawa)           | 神奈川駅（かながわ）                                 |
| Stazione di Kanagawa-Shinmachi            | 神奈川新町駅（かながわしんまち）                     |
| Stazione di Kanagi                        | 金木駅（かなぎ）                                     |
| Stazione di Kanahashi                     | 金橋駅（かなはし）                                   |
| Stazione di Kanaishihara                  | 金石原駅（かないしはら）                             |
| Stazione di Kanaiyama                     | 金井山駅（かないやま）                               |
| Stazione di Kanamachi                     | 金町駅 (東京都)（かなまち）                          |
| Stazione di Kanamechō                     | 要町駅（かなめちょう）                               |
| Stazione di Kanameta                      | 要田駅（かなめた）                                   |
| Stazione di Kanasashi                     | 金指駅（かなさし）                                   |
| Stazione di Kanashima                     | 金島駅 (群馬県)（かなしま）                          |
| Stazione di Kanatake                      | 金武駅（かなたけ）                                   |
| Stazione di Kanaya                        | 金谷駅（かなや）                                     |
| Stazione di Kanayagawa                    | 金谷川駅（かなやがわ）                               |
| Stazione di Kanayama (Aichi)              | 金山駅 (愛知県)（かなやま）                          |
| Stazione di Kanayama (Fukuoka)            | 金山駅 (福岡県)（かなやま）                          |
| Stazione di Kanayama (Hokkaido)           | 金山駅 (北海道)（かなやま）                          |
| Kanayama-chō                              | 銀山町駅（かなやまちょう）                           |
| Stazione di Kanayasawa                    | 金谷沢駅（かなやさわ）                               |
| Stazione di Kanazawa                      | 金沢駅（かなざわ）                                   |
| Stazione di Kanazawa-Bunko                | 金沢文庫駅（かなざわぶんこ）                         |
| Stazione di Kanazawa-Hakkei               | 金沢八景駅（かなざわはっけい）                       |
| Stazione di Kanazuka                      | 金塚駅（かなづか）                                   |
| Stazione di Kanda (Fukuoka)               | 苅田駅（かんだ）                                     |
| Stazione di Kanda (Tokyo)                 | 神田駅 (東京都)（かんだ）                            |
| Stazione di Kandaimae                     | 関大前駅（かんだいまえ）                             |
| Stazione di Kandatsu                      | 神立駅（かんだつ）                                   |
| Stazione di Kaneage                       | 金上駅（かねあげ）                                   |
| Stazione di Kanegafuchi                   | 鐘ヶ淵駅（かねがふち）                               |
| Stazione di Kanegasaki                    | 金ヶ崎駅（かねがさき）                               |
| Stazione di Kanehama                      | 金浜駅（かねはま）                                   |
| Stazione di Kanehana                      | 金華駅（かねはな）                                   |
| Stazione di Kaneko                        | 金子駅（かねこ）                                     |
| Stazione di Kanemaru                      | 金丸駅（かねまる）                                   |
| Stazione di Kanente                       | 金手駅（かねんて）                                   |
| Stazione di Kaneshima                     | 金島駅 (福岡県)（かねしま）                          |
| Stazione di Kangetsukyō                   | 観月橋駅（かんげつきょう）                           |
| Stazione di Kani                          | 可児駅（かに）                                       |
| Stazione di Kanie                         | 蟹江駅（かにえ）                                     |
| Stazione di Kanigawa                      | 可児川駅（かにがわ）                                 |
| Stazione di Kanisawa                      | 蟹沢駅（かにさわ）                                   |
| Stazione di Kanita                        | 蟹田駅（かにた）                                     |
| Stazione di Kanjōdōri-higashi             | 環状通東駅（かんじょうどおりひがし）                 |
| Stazione di Kankanzaka                    | 韓々坂駅（かんかんざか）                             |
| Stazione di Kanmata                       | 神俣駅（かんまた）                                   |
| Stazione di Kanmonkaikyō Mekari           | 関門海峡めかり駅（かんもんかいきょうめかり）         |
| Stazione di Kannabe                       | 神辺駅（かんなべ）                                   |
| Stazione di Kannai                        | 関内駅（かんない）                                   |
| Stazione di Kannami                       | 函南駅（かんなみ）                                   |
| Stazione di Kanno                         | 神野駅（かんの）                                     |
| Stazione di Kannon                        | 観音駅（かんのん）                                   |
| Stazione di Kannonji                      | 観音寺駅 (愛知県)（かんのんじ）                      |
| Stazione di Kannonmachi                   | 観音町駅 (福井県)（かんのんまち）                    |
| Stazione di Kannoura                      | 甲浦駅（かんのうら）                                 |
| Stazione di Kanō (Gifu)                   | 加納駅 (岐阜県)（かのう）                            |
| Stazione di Kanō (Miyazaki)               | 加納駅 (宮崎県)（かのう）                            |
| Stazione di Kanohara                      | 神農原駅（かのはら）                                 |
| Stazione di Kanomata                      | 鹿又駅（かのまた）                                   |
| Kanon-machi                               | 観音町駅 (広島県)（かんおんまち）                    |
| Stazione di Kanose                        | 鹿瀬駅（かのせ）                                     |
| Stazione di Kansai Airport                | 関西空港駅（かんさいくうこう）                       |
| Stazione di Kantakunosato                 | 干拓の里駅（かんたくのさと）                         |
| Stazione di Kanuma                        | 鹿沼駅（かぬま）                                     |
| Stazione di Kanyūsha-Hikosan              | 歓遊舎ひこさん駅（かんゆうしゃひこさん）             |
| Stazione di Kanzaki (Saga)                | 神埼駅（かんざき）                                   |
| Stazione di Kanzaki (Kagawa)              | 神前駅 (香川県)（かんざき）                          |
| Stazione di Kanzakigawa                   | 神崎川駅（かんざきがわ）                             |
| Stazione di Kanzō                         | 閑蔵駅（かんぞう）                                   |
| Stazione di Karahashimae                  | 唐橋前駅（からはしまえ）                             |
| Stazione di Karakasa                      | 唐笠駅（からかさ）                                   |
| Stazione di Karakawa                      | 辛皮駅（からかわ）                                   |
| Stazione di Karakida                      | 唐木田駅（からきだ）                                 |
| Stazione di Karasaki                      | 唐崎駅（からさき）                                   |
| Stazione di Karashimachō                  | 辛島町駅（からしまちょう）                           |
| Stazione di Karasue                       | 烏江駅（からすえ）                                   |
| Stazione di Karasuma                      | 烏丸駅（からすま）                                   |
| Stazione di Karasuma-Oike                 | 烏丸御池駅（からすまおいけ）                         |
| Stazione di Karasuyama                    | 烏山駅（からすやま）                                 |
| Stazione di Karatodai                     | 唐櫃台駅（からとだい）                               |
| Stazione di Karatsu                       | 唐津駅（からつ）                                     |
| Stazione di Kareigawa                     | 嘉例川駅（かれいがわ）                               |
| Stazione di Karibasawa                    | 狩場沢駅（かりばさわ）                               |
| Stazione di Karikawa                      | 狩川駅（かりかわ）                                   |
| Stazione di Kariu                         | 狩生駅（かりう）                                     |
| Stazione di Kariwa                        | 刈羽駅（かりわ）                                     |
| Stazione di Kariwano                      | 刈和野駅（かりわの）                                 |
| Stazione di Kariya                        | 刈谷駅（かりや）                                     |
| Stazione di Kariyadomae                   | 借宿前駅（かりやどまえ）                             |
| Stazione di Kariyashi                     | 刈谷市駅（かりやし）                                 |
| Stazione di Kariyasuka                    | 苅安賀駅（かりやすか）                               |
| Stazione di Karuga                        | 狩留家駅（かるが）                                   |
| Stazione di Karugahama                    | かるが浜駅（かるがはま）                             |
| Stazione di Karuizawa                     | 軽井沢駅（かるいざわ）                               |
| Stazione di Karumo                        | 苅藻駅（かるも）                                     |
| Stazione di Kasadera                      | 笠寺駅（かさでら）                                   |
| Stazione di Kasado                        | 加佐登駅（かさど）                                   |
| Stazione di Kasagami-Kurohae              | 笠上黒生駅（かさがみくろはえ）                       |
| Stazione di Kasagi                        | 笠置駅（かさぎ）                                     |
| Stazione di Kasahata                      | 笠幡駅（かさはた）                                   |
| Stazione di Kasai                         | 葛西駅（かさい）                                     |
| Stazione di Kasai-rinkai-kōen             | 葛西臨海公園駅（かさいりんかいこうえん）             |
| Stazione di Kasama                        | 笠間駅（かさま）                                     |
| Stazione di Kasamatsu (Gifu)              | 笠松駅（かさまつ）                                   |
| Stazione di Kasamatsu (Kyoto)             | 傘松駅（かさまつ）                                   |
| Stazione di Kasanui                       | 笠縫駅（かさぬい）                                   |
| Stazione di Kasaoka                       | 笠岡駅（かさおか）                                   |
| Stazione di Kasashiho                     | 笠師保駅（かさしほ）                                 |
| Stazione di Kasashima                     | 笠島駅（かさしま）                                   |
| Stazione di Kase (Kumamoto)               | 加勢駅（かせ）                                       |
| Stazione di Kase (Aomori)                 | 嘉瀬駅（かせ）                                       |
| Stazione di Kaseda                        | 笠田駅（かせだ）                                     |
| Stazione di Kasei                         | 禾生駅（かせい）                                     |
| Stazione di Kashiba                       | 香芝駅（かしば）                                     |
| Stazione di Kashiharajingū-mae            | 橿原神宮前駅（かしはらじんぐうまえ）                 |
| Stazione di Kashiharajingū-nishiguchi     | 橿原神宮西口駅（かしはらじんぐうにしぐち）           |
| Stazione di Kashii                        | 香椎駅（かしい）                                     |
| Stazione di Kashiijingū                   | 香椎神宮駅（かしいじんぐう）                         |
| Stazione di Kashiikaenmae                 | 香椎花園前駅（かしいかえんまえ）                     |
| Stazione di Kashiimiyamae                 | 香椎宮前駅（かしいみやまえ）                         |
| Stazione di Kashikojima                   | 賢島駅（かしこじま）                                 |
| Stazione di Kashima Soccer Stadium        | 鹿島サッカースタジアム駅（かしまサッカースタジアム） |
| Stazione di Kashima (Osaka)               | 加島駅（かしま）                                     |
| Stazione di Kashima (Fukushima)           | 鹿島駅（かしま）                                     |
| Stazione di Kashima-Asahi                 | 鹿島旭駅（かしまあさひ）                             |
| Stazione di Kashimada                     | 鹿島田駅（かしまだ）                                 |
| Stazione di Kashimadai                    | 鹿島台駅（かしまだい）                               |
| Stazione di Kashimajingū                  | 鹿島神宮駅（かしまじんぐう）                         |
| Stazione di Kashimanada                   | 鹿島灘駅（かしまなだ）                               |
| Stazione di Kashima-Ōno                   | 鹿島大野駅（かしまおおの）                           |
| Stazione di Kashiwa                       | 柏駅（かしわ）                                       |
| Stazione di Kashiwabara (Shiga)           | 柏原駅 (滋賀県)（かしわばら）                        |
| Stazione di Kashiwadai                    | かしわ台駅（かしわだい）                             |
| Stazione di Kashiwagidaira                | 柏木平駅（かしわぎだいら）                           |
| Stazione di Kashiwamori                   | 柏森駅（かしわもり）                                 |
| Stazione di Kashiwanoha Campus            | 柏の葉キャンパス駅（かしわのはきゃんぱす）           |
| Stazione di Kashiwara                     | 柏原駅 (大阪府)（かしわら）                          |
| Stazione di Kashiwara-minamiguchi         | 柏原南口駅（かしわらみなみぐち）                     |
| Stazione di Kashiwa-Tanaka                | 柏たなか駅（かしわたなか）                           |
| Stazione di Kashiwazaki                   | 柏崎駅（かしわざき）                                 |
| Stazione di Kashiyama                     | 樫山駅（かしやま）                                   |
| Stazione di Kasose                        | 風合瀬駅（かそせ）                                   |
| Stazione di Kassemba                      | 合戦場駅（かっせんば）                               |
| Stazione di Kasubuchi                     | 粕淵駅（かすぶち）                                   |
| Stazione di Kasuga (Fukuoka)              | 春日駅 (福岡県)（かすが）                            |
| Stazione di Kasuga (Tokyo)                | 春日駅 (東京都)（かすが）                            |
| Stazione di Kasugabaru                    | 春日原駅（かすがばる）                               |
| Stazione di Kasugachō                     | 春日町駅（かすがちょう）                             |
| Stazione di Kasugagawa                    | 春日川駅（かすががわ）                               |
| Stazione di Kasugai (JR Central)          | 春日井駅 (JR東海)（かすがい）                        |
| Stazione di Kasugai (Meitetsu)            | 春日井駅 (名鉄)（かすがい）                          |
| Stazione di Kasugaichō                    | 春日居町駅（かすがいちょう）                         |
| Stazione di Kasuganomichi (Hankyū)        | 春日野道駅 (阪急)（かすがのみち）                    |
| Stazione di Kasuganomichi (Hanshin)       | 春日野道駅 (阪神)（かすがのみち）                    |
| Stazione di Kasugayama                    | 春日山駅（かすがやま）                               |
| Stazione di Kasukabe                      | 春日部駅（かすかべ）                                 |
| Stazione di Kasukawa                      | 粕川駅（かすかわ）                                   |
| Stazione di Kasumi                        | 香住駅（かすみ）                                     |
| Stazione di Kasumigaoka (Hyogo)           | 霞ヶ丘駅 (兵庫県)（かすみがおか）                    |
| Stazione di Kasumigaoka (Nara)            | 霞ヶ丘駅 (奈良県)（かすみがおか）                    |
| Stazione di Kasumigaseki (Saitama)        | 霞ヶ関駅 (埼玉県)（かすみがせき）                    |
| Stazione di Kasumigaseki (Tokyo)          | 霞ヶ関駅 (東京都)（かすみがせき）                    |
| Stazione di Kasumigaura                   | 霞ヶ浦駅（かすみがうら）                             |
| Stazione di Kasumori                      | 烏森駅（かすもり）                                   |
| Stazione di Kata                          | 賀田駅（かた）                                       |
| Stazione di Katabiranotsuji               | 帷子ノ辻駅（かたびらのつじ）                         |
| Stazione di Katahama                      | 片浜駅（かたはま）                                   |
| Stazione di Katahara                      | 形原駅（かたはら）                                   |
| Stazione di Kataharamachi (Kagawa)        | 片原町駅 (香川県)（かたはらまち）                    |
| Stazione di Kataharamachi (Toyama)        | 片原町駅 (富山県)（かたはらまち）                    |
| Stazione di Katakai                       | 片貝駅（かたかい）                                   |
| Stazione di Katakura                      | 片倉駅（かたくら）                                   |
| Stazione di Katakurachō                   | 片倉町駅（かたくらちょう）                           |
| Stazione di Katamachi                     | 潟町駅（かたまち）                                   |
| Stazione di Katamoto                      | 潟元駅（かたもと）                                   |
| Stazione di Katano                        | 片野駅（かたの）                                     |
| Stazione di Katanoshi                     | 交野市駅（かたのし）                                 |
| Stazione di Kataoka                       | 片岡駅（かたおか）                                   |
| Stazione di Katase-Enoshima               | 片瀬江ノ島駅（かたせえのしま）                       |
| Stazione di Katase-Shirata                | 片瀬白田駅（かたせしらた）                           |
| Stazione di Kataseyama                    | 片瀬山駅（かたせやま）                               |
| Stazione di Katashimo                     | 堅下駅（かたしも）                                   |
| Stazione di Katata                        | 堅田駅（かたた）                                     |
| Katei Saibansho-mae                       | 家庭裁判所前駅（かていさいばんしょまえ）             |
| Stazione di Kato                          | 加斗駅（かと）                                       |
| Stazione di Katori                        | 香取駅（かとり）                                     |
| Stazione di Katsuma                       | 勝間駅（かつま）                                     |
| Stazione di Katsumada                     | 勝間田駅（かつまだ）                                 |
| Stazione di Katsuno                       | 勝野駅（かつの）                                     |
| Stazione di Katsunuma-budōkyō             | 勝沼ぶどう郷駅（かつぬまぶどうきょう）               |
| Stazione di Katsura                       | 桂駅（かつら）                                       |
| Stazione di Katsuradai                    | 桂台駅（かつらだい）                                 |
| Stazione di Katsuragawa (Hokkaidō)        | 桂川駅 (北海道)（かつらがわ）                        |
| Stazione di Katsuragawa (Kyoto)           | 桂川駅 (京都府)（かつらがわ）                        |
| Stazione di Katsurane                     | 桂根駅（かつらね）                                   |
| Stazione di Katsuraoka                    | 桂岡駅（かつらおか）                                 |
| Stazione di Katsurase                     | 桂瀬駅（かつらせ）                                   |
| Stazione di Katsuta                       | 勝田駅（かつた）                                     |
| Stazione di Katsutadai                    | 勝田台駅（かつただい）                               |
| Stazione di Katsuura                      | 勝浦駅（かつうら）                                   |
| Stazione di Katsuyama                     | 勝山駅（かつやま）                                   |
| Stazione di Katsuyamachō                  | 勝山町駅（かつやまちょう）                           |
| Stazione di Kawabata                      | 川端駅（かわばた）                                   |
| Stazione di Kawabe (Aomori)               | 川部駅（かわべ）                                     |
| Stazione di Kawabe (Akita)                | 川辺駅（かわべ）                                     |
| Stazione di Kawabejuku                    | 川辺宿駅（かわべじゅく）                             |
| Stazione di Kawabenomori                  | 河辺の森駅（かわべのもり）                           |
| Stazione di Kawabeoki                     | 川辺沖駅（かわべおき）                               |
| Stazione di Kawachi-Amami                 | 河内天美駅（かわちあまみ）                           |
| Stazione di Kawachi-Eiwa                  | 河内永和駅（かわちえいわ）                           |
| Stazione di Kawachi-Hanazono              | 河内花園駅（かわちはなぞの）                         |
| Stazione di Kawachi-Iwafune               | 河内磐船駅（かわちいわふね）                         |
| Stazione di Kawachi-Katakami              | 河内堅上駅（かわちかたかみ）                         |
| Stazione di Kawachi-Kokubu                | 河内国分駅（かわちこくぶ）                           |
| Stazione di Kawachi-Kosaka                | 河内小阪駅（かわちこさか）                           |
| Stazione di Kawachi-Matsubara             | 河内松原駅（かわちまつばら）                         |
| Stazione di Kawachi-Mori                  | 河内森駅（かわちもり）                               |
| Stazione di Kawachinagano                 | 河内長野駅（かわちながの）                           |
| Stazione di Kawachi-Yamamoto              | 河内山本駅（かわちやまもと）                         |
| Stazione di Kawado                        | 川戸駅（かわど）                                     |
| Stazione di Kawage                        | 河芸駅（かわげ）                                     |
| Stazione di Kawageta                      | 川桁駅（かわげた）                                   |
| Stazione di Kawagishi                     | 川岸駅（かわぎし）                                   |
| Stazione di Kawagoe                       | 川越駅（かわごえ）                                   |
| Stazione di Kawagoeshi                    | 川越市駅（かわごえし）                               |
| Stazione di Kawagoe Tomisuhara            | 川越富洲原駅（かわごえとみすはら）                   |
| Stazione di Kawaguchi                     | 川口駅（かわぐち）                                   |
| Stazione di Kawaguchiko                   | 河口湖駅（かわぐちこ）                               |
| Stazione di Kawaguchi-Motogō              | 川口元郷駅（かわぐちもとごう）                       |
| Stazione di Kawahara                      | 河原駅（かわはら）                                   |
| Stazione di Kawahigashi (Fukushima)       | 川東駅 (福島県)（かわひがし）                        |
| Stazione di Kawahigashi (Saga)            | 川東駅 (佐賀県)（かわひがし）                        |
| Stazione di Kawahira                      | 川平駅（かわひら）                                   |
| Stazione di Kawai (Ibaraki)               | 河合駅（かわい）                                     |
| Stazione di Kawai (Tokyo)                 | 川井駅（かわい）                                     |
| Stazione di Kawainishi                    | 河合西駅（かわいにし）                               |
| Stazione di Kawai-Takaoka                 | 川合高岡駅（かわいたかおか）                         |
| Stazione di Kawaji                        | 川路駅（かわじ）                                     |
| Stazione di Kawajionsen                   | 川治温泉駅（かわじおんせん）                         |
| Stazione di Kawaji-Yumoto                 | 川治湯元駅（かわじゆもと）                           |
| Stazione di Kawakado                      | 川角駅（かわかど）                                   |
| Stazione di Kawake                        | 河毛駅（かわけ）                                     |
| Stazione di Kawakura                      | 川倉駅（かわくら）                                   |
| Stazione di Kawama                        | 川間駅（かわま）                                     |
| Stazione di Kawamae                       | 川前駅（かわまえ）                                   |
| Stazione di Kawamata                      | 川俣駅（かわまた）                                   |
| Stazione di Kawaminami                    | 川南駅（かわみなみ）                                 |
| Stazione di Kawamiya                      | 川宮駅（かわみや）                                   |
| Stazione di Kawamura (Aichi)              | 川村駅 (愛知県)（かわむら）                          |
| Stazione di Kawamura (Kumamoto)           | 川村駅 (熊本県)（かわむら）                          |
| Stazione di Kawana (Shizuoka)             | 川奈駅（かわな）                                     |
| Stazione di Kawana (Aichi)                | 川名駅（かわな）                                     |
| Stazione di Kawanakajima                  | 川中島駅（かわなかじま）                             |
| Stazione di Kawane-Koyama                 | 川根小山駅（かわねこやま）                           |
| Stazione di Kawaneonsen-Sasamado          | 川根温泉笹間渡駅（かわねおんせんささまど）           |
| Stazione di Kawane-Ryōgoku                | 川根両国駅（かわねりょうごく）                       |
| Stazione di Kawanishi (Osaka)             | 川西駅 (大阪府)（かわにし）                          |
| Stazione di Kawanishi (Yamaguchi)         | 川西駅 (山口県)（かわにし）                          |
| Stazione di Kawanishi-Ikeda               | 川西池田駅（かわにしいけだ）                         |
| Stazione di Kawanishi-noseguchi           | 川西能勢口駅（かわにしのせぐち）                     |
| Stazione di Kawano                        | 河曲駅（かわの）                                     |
| Stazione di Kawanoe                       | 川之江駅（かわのえ）                                 |
| Stazione di Kawara                        | 香春駅（かわら）                                     |
| Stazione di Kawarada                      | 河原田駅（かわらだ）                                 |
| Stazione di Kawaragahama                  | 瓦ヶ浜駅（かわらがはま）                             |
| Stazione di Kawaraguchi-Mihagino          | 香春口三萩野駅（かわらぐちみはぎの）                 |
| Stazione di Kawaraishi                    | 川原石駅（かわらいし）                               |
| Stazione di Kawaramachi (Kagawa)          | 瓦町駅（かわらまち）                                 |
| Stazione di Kawaramachi (Mie)             | 川原町駅（かわらまち）                               |
| Stazione di Kawaramachi (Kyōto)           | 河原町駅 (京都府)（かわらまち）                      |
| Stazione di Kawaramachi (Miyagi)          | 河原町駅 (宮城県)（かわらまち）                      |
| Stazione di Kawarayuonsen                 | 川原湯温泉駅（かわらゆおんせん）                     |
| Stazione di Kawasa                        | 河佐駅（かわさ）                                     |
| Stazione di Kawasaki                      | 川崎駅（かわさき）                                   |
| Stazione di Kawasaki-Daishi               | 川崎大師駅（かわさきだいし）                         |
| Stazione di Kawasakiguchi                 | 河崎口駅（かわさきぐち）                             |
| Stazione di Kawasaki-shinmachi            | 川崎新町駅（かわさきしんまち）                       |
| Stazione di Kawase                        | 河瀬駅（かわせ）                                     |
| Stazione di Kawashima                     | 川島駅（かわしま）                                   |
| Stazione di Kawashiri                     | 川尻駅（かわしり）                                   |
| Stazione di Kawata                        | 川田駅（かわた）                                     |
| Stazione di Kawatabi-Onsen                | 川渡温泉駅（かわたびおんせん）                       |
| Stazione di Kawatana                      | 川棚駅（かわたな）                                   |
| Stazione di Kawatanaonsen                 | 川棚温泉駅（かわたなおんせん）                       |
| Stazione di Kawato                        | 川跡駅（かわと）                                     |
| Stazione di Kawauchi                      | 川内駅 (岩手県)（かわうち）                          |
| Stazione di Kawawachō                     | 川和町駅（かわわちょう）                             |
| Stazione di Kawayama                      | 河山駅（かわやま）                                   |
| Stazione di Kawayuonsen                   | 川湯温泉駅（かわゆおんせん）                         |
| Stazione di Kawazoe                       | 川添駅（かわぞえ）                                   |
| Stazione di Kawazu                        | 河津駅（かわづ）                                     |
| Stazione di Kayabachō                     | 茅場町駅（かやばちょう）                             |
| Stazione di Kayakusa                      | 萱草駅（かやくさ）                                   |
| Stazione di Kayama                        | 栢山駅（かやま）                                     |
| Stazione di Kayamachi                     | 茅町駅（かやまち）                                   |
| Stazione di Kayamachi Rokuchōme           | 萱町六丁目駅（かやまちろくちょうめ）                 |
| Stazione di Kayanuma                      | 茅沼駅（かやぬま）                                   |
| Stazione di Kayashima                     | 萱島駅（かやしま）                                   |
| Stazione di Kazahaya                      | 風早駅（かざはや）                                   |
| Stazione di Kazamatsuri                   | 風祭駅（かざまつり）                                 |
| Stazione di Kazashigaoka                  | 挿頭丘駅（かざしがおか）                             |
| Stazione di Kazo                          | 加須駅（かぞ）                                       |
| Stazione di Kazuma                        | 鹿妻駅（かづま）                                     |
| Stazione di Kazuno-Hanawa                 | 鹿角花輪駅（かづのはなわ）                           |
| Stazione di Kazusa-Azuma                  | 上総東駅（かずさあずま）                             |
| Stazione di Kazusa-Ichinomiya             | 上総一ノ宮駅（かずさいちのみや）                     |
| Stazione di Kazusa-Kameyama               | 上総亀山駅（かずさかめやま）                         |
| Stazione di Kazusa-Kawama                 | 上総川間駅（かずさかわま）                           |
| Stazione di Kazusa-Kiyokawa               | 上総清川駅（かずさきよかわ）                         |
| Stazione di Kazusa-Kubo                   | 上総久保駅（かずさくぼ）                             |
| Stazione di Kazusa-Matsuoka               | 上総松丘駅（かずさまつおか）                         |
| Stazione di Kazusa-Minato                 | 上総湊駅（かずさみなと）                             |
| Stazione di Kazusa-Mitsumata              | 上総三又駅（かずさみつまた）                         |
| Stazione di Kazusa-Murakami               | 上総村上駅（かずさむらかみ）                         |
| Stazione di Kazusa-Nakagawa               | 上総中川駅（かずさなかがわ）                         |
| Stazione di Kazusa-Nakano                 | 上総中野駅（かずさなかの）                           |
| Stazione di Kazusa-Okitsu                 | 上総興津駅（かずさおきつ）                           |
| Stazione di Kazusa-Ōkubo                  | 上総大久保駅（かずさおおくぼ）                       |
| Stazione di Kazusa-Tsurumai               | 上総鶴舞駅（かずさつるまい）                         |
| Stazione di Kazusa-Ushiku                 | 上総牛久駅（かずさうしく）                           |
| Stazione di Kazusa-Yamada                 | 上総山田駅（かずさやまだ）                           |
| Stazione di K Computer Mae                | 京コンピュータ前駅（けいこんぴゅーたまえ）           |

### Ke
| Stazione di Keage                 | 蹴上駅（けあげ）                               |
| Stazione di Kebaraichi            | 花原市駅（けばらいち）                         |
| Stazione di Kega                  | 毛賀駅 （けが）                                |
| Stazione di Keibajōmae            | 競馬場前駅（けいばじょうまえ）                 |
| Stazione di Keihan Ishiyama       | 京阪石山駅（けいはんいしやま）                 |
| Stazione di Keihan Yamashina      | 京阪山科駅（けいはんやましな）                 |
| Stazione di Keihan Zeze           | 京阪膳所駅（けいはんぜぜ）                     |
| Stazione di Keikyū Kamata         | 京急蒲田駅（けいきゅうかまた）                 |
| Stazione di Keikyū Kawasaki       | 京急川崎駅（けいきゅうかわさき）               |
| Stazione di Keikyū Kurihama       | 京急久里浜駅（けいきゅうくりはま）             |
| Stazione di Keikyū Nagasawa       | 京急長沢駅（けいきゅうながさわ）               |
| Stazione di Keikyū Ōtsu           | 京急大津駅（けいきゅうおおつ）                 |
| Stazione di Keikyū Shinkoyasu     | 京急新子安駅（けいきゅうしんこやす）           |
| Stazione di Keikyū Taura          | 京急田浦駅（けいきゅうたうら）                 |
| Stazione di Keikyū Tomioka        | 京急富岡駅（けいきゅうとみおか）               |
| Stazione di Keikyū Tsurumi        | 京急鶴見駅（けいきゅうつるみ）                 |
| Stazione di Keiō Hachiōji         | 京王八王子駅（けいおうはちおうじ）             |
| Stazione di Keiō Horinouchi       | 京王堀之内駅（けいおうほりのうち）             |
| Stazione di Keiō Inadazutsumi     | 京王稲田堤駅（けいおういなだづつみ）           |
| Stazione di Keiō Katakura         | 京王片倉駅（けいおうかたくら）                 |
| Stazione di Keiō Nagayama         | 京王永山駅（けいおうながやま）                 |
| Stazione di Keiō Tama Center      | 京王多摩センター駅（けいおうたませんたー）     |
| Stazione di Keiō Tamagawa         | 京王多摩川駅（けいおうたまがわ）               |
| Stazione di Keiō Yomiuri Land     | 京王よみうりランド駅（けいおうよみうりらんど） |
| Stazione di Keirinjōmae (Aichi)   | 競輪場前駅 (愛知県)（けいりんじょうまえ）      |
| Stazione di Keirinjōmae (Toyama)  | 競輪場前駅 (富山県)（けいりんじょうまえ）      |
| Stazione di Keisatsushomae        | 警察署前駅（けいさつしょまえ）                 |
| Stazione di Keisei Chiba          | 京成千葉駅（けいせいちば）                     |
| Stazione di Keisei Funabashi      | 京成船橋駅（けいせいふなばし）                 |
| Stazione di Keisei Inage          | 京成稲毛駅（けいせいいなげ）                   |
| Stazione di Keisei Hikifune       | 京成曳舟駅（けいせいひきふね）                 |
| Stazione di Keisei Kanamachi      | 京成金町駅（けいせいかなまち）                 |
| Stazione di Keisei Koiwa          | 京成小岩駅（けいせいこいわ）                   |
| Stazione di Keisei Makuhari       | 京成幕張駅（けいせいまくはり）                 |
| Stazione di Keisei Makuhari-hongō | 京成幕張本郷駅（けいせいまくはりほんごう）     |
| Stazione di Keisei Nakayama       | 京成中山駅（けいせいなかやま）                 |
| Stazione di Keisei Narita         | 京成成田駅（けいせいなりた）                   |
| Stazione di Keisei Nishifuna      | 京成西船駅（けいせいにしふな）                 |
| Stazione di Keisei Ōkubo          | 京成大久保駅（けいせいおおくぼ）               |
| Stazione di Keisei Ōwada          | 京成大和田駅（けいせいおおわだ）               |
| Stazione di Keisei Sakura         | 京成佐倉駅（けいせいさくら）                   |
| Stazione di Keisei Sekiya         | 京成関屋駅（けいせいせきや）                   |
| Stazione di Keisei Shisui         | 京成酒々井駅（けいせいしすい）                 |
| Stazione di Keisei Takasago       | 京成高砂駅（けいせいたかさご）                 |
| Stazione di Keisei Tateishi       | 京成立石駅（けいせいたていし）                 |
| Stazione di Keisei Tsudanuma      | 京成津田沼駅（けいせいつだぬま）               |
| Stazione di Keisei Ueno           | 京成上野駅（けいせいうえの）                   |
| Stazione di Keisei Usui           | 京成臼井駅（けいせいうすい）                   |
| Stazione di Keisei Yawata         | 京成八幡駅（けいせいやわた）                   |
| Stazione di Keisen                | 桂川駅 (福岡県)（けいせん）                    |
| Stazione di Kembuchi              | 剣淵駅（けんぶち）                             |
| Stazione di Kemigawa              | 検見川駅（けみがわ）                           |
| Stazione di Kemigawahama          | 検見川浜駅（けみがわはま）                     |
| Stazione di Kenchō-mae (Chiba)    | 県庁前駅 (千葉県)（けんちょうまえ）            |
| Stazione di Kenchō-mae (Ehime)    | 県庁前駅 (愛媛県)（けんちょうまえ）            |
| Kenchō-mae (Hiroshima)            | 県庁前駅 (広島県)（けんちょうまえ）            |
| Stazione di Kenchō-mae (Hyōgo)    | 県庁前駅 (兵庫県)（けんちょうまえ）            |
| Stazione di Kenchō-mae (Okinawa)  | 県庁前駅 (沖縄県)（けんちょうまえ）            |
| Stazione di Kenchō-mae (Toyama)   | 県庁前駅 (富山県)（けんちょうまえ）            |
| Stazione di Kenkyū-gakuen         | 研究学園駅（けんきゅうがくえん）               |
| Stazione di Kenritsubijutsukanmae | 県立美術館前駅（けんりつびじゅつかんまえ）     |
| Stazione di Kenritsu Daigaku      | 県立大学駅（けんりつだいがく）                 |
| Stazione di Ken-sōgō-undōjō       | 県総合運動場駅（けんそうごううんどうじょう）   |
| Stazione di Kenyoshi              | 剣吉駅（けんよし）                             |
| Stazione di Kesennuma             | 気仙沼駅（けせんぬま）                         |
| Stazione di Keyakidai             | けやき台駅（けやきだい）                       |
| Stazione di Keyakidaira           | 欅平駅（けやきだいら）                         |

### Ki
| Stazione di Kiba                        | 木場駅（きば）                                             |
| Stazione di Kibana                      | 木花駅（きばな）                                           |
| Stazione di Kibinomakibi                | 吉備真備駅（きびのまきび）                                 |
| Stazione di Kibitsu                     | 吉備津駅（きびつ）                                         |
| Stazione di Kibōgaoka                   | 希望ヶ丘駅（きぼうがおか）                                 |
| Stazione di Kibōgaokakōkōmae            | 希望が丘高校前駅（きぼうがおかこうこうまえ）               |
| Stazione di Kibukawa                    | 貴生川駅（きぶかわ）                                       |
| Stazione di Kibuneguchi                 | 貴船口駅（きぶねぐち）                                     |
| Stazione di Kichijōji                   | 吉祥寺駅（きちじょうじ）                                   |
| Stazione di Kida                        | 木田駅（きだ）                                             |
| Stazione di Kidayotsutsuji              | 木田四ツ辻駅（きだよつつじ）                               |
| Stazione di Kido                        | 木戸駅（きど）                                             |
| Stazione di Kido-Nanzōinmae             | 城戸南蔵院前駅（きどなんぞういんまえ）                     |
| Stazione di Kiga                        | 気賀駅（きが）                                             |
| Stazione di Kigakōkōmae                 | 気賀高校前駅（きがこうこうまえ）                           |
| Stazione di Kii                         | 紀伊駅（きい）                                             |
| Stazione di Kii-Arita                   | 紀伊有田駅（きいありた）                                   |
| Stazione di Kii-Gobō                    | 紀伊御坊駅（きいごぼう）                                   |
| Stazione di Kii-Hiki                    | 紀伊日置駅（きいひき）                                     |
| Stazione di Kii-Hime                    | 紀伊姫駅（きいひめ）                                       |
| Stazione di Kii-Hosokawa                | 紀伊細川駅（きいほそかわ）                                 |
| Stazione di Kii-Ichigi                  | 紀伊市木駅（きいいちぎ）                                   |
| Stazione di Kii-Ida                     | 紀伊井田駅（きいいだ）                                     |
| Stazione di Kii-Kamiya                  | 紀伊神谷駅（きいかみや）                                   |
| Stazione di Kii-Katsuura                | 紀伊勝浦駅（きいかつうら）                                 |
| Stazione di Kii-Miyahara                | 紀伊宮原駅（きいみやはら）                                 |
| Stazione di Kii-Nagashima               | 紀伊長島駅（きいながしま）                                 |
| Stazione di Kii-Nagata                  | 紀伊長田駅（きいながた）                                   |
| Stazione di Kii-Nakanoshima             | 紀伊中ノ島駅（きいなかのしま）                             |
| Stazione di Kii-Ogura                   | 紀伊小倉駅（きいおぐら）                                   |
| Stazione di Kiire                       | 喜入駅（きいれ）                                           |
| Stazione di Kii-Sano                    | 紀伊佐野駅（きいさの）                                     |
| Stazione di Kii-Shimizu                 | 紀伊清水駅（きいしみず）                                   |
| Stazione di Kii-Shinjō                  | 紀伊新庄駅（きいしんじょう）                               |
| Stazione di Kii-Tahara                  | 紀伊田原駅（きいたはら）                                   |
| Stazione di Kii-Tanabe                  | 紀伊田辺駅（きいたなべ）                                   |
| Stazione di Kii-Tenma                   | 紀伊天満駅（きいてんま）                                   |
| Stazione di Kii-Tonda                   | 紀伊富田駅（きいとんだ）                                   |
| Stazione di Kii-Uchihara                | 紀伊内原駅（きいうちはら）                                 |
| Stazione di Kii-Uragami                 | 紀伊浦神駅（きいうらがみ）                                 |
| Stazione di Kii-Yamada                  | 紀伊山田駅（きいやまだ）                                   |
| Stazione di Kii-Yura                    | 紀伊由良駅（きいゆら）                                     |
| Stazione di Kiki                        | 木岐駅（きき）                                             |
| Stazione di Kikitsu                     | 喜々津駅（ききつ）                                         |
| Stazione di Kikonai                     | 木古内駅（きこない）                                       |
| Stazione di Kikugaoka                   | 企救丘駅（きくがおか）                                     |
| Stazione di Kikugawa                    | 菊川駅 (静岡県)（きくがわ）                                |
| Stazione di Kikukawa                    | 菊川駅 (東京都)（きくかわ）                                |
| Stazione di Kikuma                      | 菊間駅（きくま）                                           |
| Stazione di Kikuna                      | 菊名駅（きくな）                                           |
| Stazione di Kikusui                     | 菊水駅（きくすい）                                         |
| Stazione di Kikusuiyama                 | 菊水山駅（きくすいやま）                                   |
| Stazione di Kikuta                      | 喜久田駅（きくた）                                         |
| Stazione di Kikyō                       | 桔梗駅（ききょう）                                         |
| Stazione di Kikyōgaoka                  | 桔梗が丘駅（ききょうがおか）                               |
| Stazione di Kimachi                     | 来待駅（きまち）                                           |
| Stazione di Kimi                        | 木見駅（きみ）                                             |
| Stazione di Kimigahama                  | 君ヶ浜駅（きみがはま）                                     |
| Stazione di Kimiidera                   | 紀三井寺駅（きみいでら）                                   |
| Stazione di Kimitōge                    | 紀見峠駅（きみとうげ）                                     |
| Stazione di Kimitsu                     | 君津駅（きみつ）                                           |
| Stazione di Kinashi                     | 鬼無駅（きなし）                                           |
| Stazione di Kinjō-futō                  | 金城ふ頭駅（きんじょうふとう）                             |
| Stazione di Kinkō                       | 錦江駅（きんこう）                                         |
| Stazione di Kinmeiji                    | 欽明路駅（きんめいじ）                                     |
| Stazione di Kinno                       | 金野駅（きんの）                                           |
| Stazione di Kino                        | 木野駅（きの）                                             |
| Stazione di Kinoe                       | 木上駅（きのえ）                                           |
| Stazione di Kinokawa                    | 紀ノ川駅（きのかわ）                                       |
| Stazione di Kinomiya                    | 来宮駅（きのみや）                                         |
| Stazione di Kinomoto                    | 木ノ本駅（きのもと）                                       |
| Stazione di Kinosakionsen               | 城崎温泉駅（きのさきおんせん）                             |
| Stazione di Kinoshita                   | 木ノ下駅（きのした）                                       |
| Stazione di Kinoyama                    | 木野山駅（きのやま）                                       |
| Stazione di Kinshichō                   | 錦糸町駅（きんしちょう）                                   |
| Stazione di Kintaichi-Onsen             | 金田一温泉駅（きんたいちおんせん）                         |
| Stazione di Kintetsu Gose               | 近鉄御所駅（きんてつごせ）                                 |
| Stazione di Kintetsu-Hatta              | 近鉄八田駅（きんてつはった）                               |
| Stazione di Kintetsu Kanie              | 近鉄蟹江駅（きんてつかにえ）                               |
| Stazione di Kintetsu Koriyama           | 近鉄郡山駅（きんてつこおりやま）                           |
| Stazione di Kintetsu Miyazu             | 近鉄宮津駅（きんてつみやづ）                               |
| Stazione di Kintetsu Nagashima          | 近鉄長島駅（きんてつながしま）                             |
| Stazione di Kintetsu Nagoya             | 近鉄名古屋駅（きんてつなごや）                             |
| Stazione di Kintetsu Nara               | 近鉄奈良駅（きんてつなら）                                 |
| Stazione di Kintetsu Nippombashi        | 近鉄日本橋駅（きんてつにっぽんばし）                       |
| Stazione di Kintetsu Shimoda            | 近鉄下田駅（きんてつしもだ）                               |
| Stazione di Kintetsu Shinjō             | 近鉄新庄駅（きんてつしんじょう）                           |
| Stazione di Kintetsu Tambabashi         | 近鉄丹波橋駅（きんてつたんばばし）                         |
| Stazione di Kintetsu Tomida             | 近鉄富田駅（きんてつとみだ）                               |
| Stazione di Kintetsu Yao                | 近鉄八尾駅（きんてつやお）                                 |
| Stazione di Kintetsu Yatomi             | 近鉄弥富駅（きんてつやとみ）                               |
| Stazione di Kintetsu Yokkaichi          | 近鉄四日市駅（きんてつよっかいち）                         |
| Stazione di Kinugasa                    | 衣笠駅（きぬがさ）                                         |
| Stazione di Kinugawakōen                | 鬼怒川公園駅（きぬがわこうえん）                           |
| Stazione di Kinugawaonsen               | 鬼怒川温泉駅（きぬがわおんせん）                           |
| Stazione di Kinunobebashi               | 絹延橋駅（きぬのべばし）                                   |
| Stazione di Kinuyama                    | 衣山駅（きぬやま）                                         |
| Stazione di Kioroshi                    | 木下駅（きおろし）                                         |
| Stazione di Kira-Yoshida                | 吉良吉田駅（きらよしだ）                                   |
| Stazione di Kire-Uriwari                | 喜連瓜破駅（きれうりわり）                                 |
| Stazione di Kiridōshi                   | 切通駅（きりどおし）                                       |
| Stazione di Kirihara (Nagano)           | 桐原駅 (長野県)（きりはら）                                |
| Stazione di Kirihara (Niigata)          | 桐原駅 (新潟県)（きりはら）                                |
| Stazione di Kiriishi                    | 切石駅（きりいし）                                         |
| Stazione di Kirikiri                    | 吉里吉里駅（きりきり）                                     |
| Stazione di Kirime                      | 切目駅（きりめ）                                           |
| Stazione di Kirishimajingū              | 霧島神宮駅（きりしまじんぐう）                             |
| Stazione di Kirishimaonsen              | 霧島温泉駅（きりしまおんせん）                             |
| Stazione di Kirohara                    | 木路原駅（きろはら）                                       |
| Stazione di Kiryū                       | 桐生駅（きりゅう）                                         |
| Stazione di Kiryū-Kyūjō-Mae             | 桐生球場前駅（きりゅうきゅうじょうまえ）                   |
| Stazione di Kisa                        | 吉舎駅（きさ）                                             |
| Stazione di Kisaichi                    | 私市駅（きさいち）                                         |
| Stazione di Kisakata                    | 象潟駅（きさかた）                                         |
| Stazione di Kisarazu                    | 木更津駅（きさらづ）                                       |
| Stazione di Kishi (Osaka)               | 喜志駅（きし）                                             |
| Stazione di Kishi (Wakayama)            | 貴志駅（きし）                                             |
| Stazione di Kishibe                     | 岸辺駅（きしべ）                                           |
| Stazione di Kishibojinmae               | 鬼子母神前駅（きしぼじんまえ）                             |
| Stazione di Kishimoto                   | 岸本駅（きしもと）                                         |
| Stazione di Kishine-kōen                | 岸根公園駅（きしねこうえん）                               |
| Stazione di Kishinosato                 | 岸里駅（きしのさと）                                       |
| Stazione di Kishinosato-Tamade          | 岸里玉出駅（きしのさとたまで）                             |
| Stazione di Kishiwada                   | 岸和田駅（きしわだ）                                       |
| Stazione di Kiso-Fukushima              | 木曽福島駅（きそふくしま）                                 |
| Stazione di Kisogawa                    | 木曽川駅（きそがわ）                                       |
| Stazione di Kisogawazutsumi             | 木曽川堤駅（きそがわづつみ）                               |
| Stazione di Kiso-Hirasawa               | 木曽平沢駅（きそひらさわ）                                 |
| Stazione di Kisuki                      | 木次駅（きすき）                                           |
| Stazione di Kita                        | 喜多駅（きた）                                             |
| Stazione di Kita-Ageo                   | 北上尾駅（きたあげお）                                     |
| Stazione di Kita-Akabane                | 北赤羽駅（きたあかばね）                                   |
| Stazione di Kita-Amarume                | 北余目駅（きたあまるめ）                                   |
| Stazione di Kita-Anjō                   | 北安城駅（きたあんじょう）                                 |
| Stazione di Kita-Arai                   | 北新井駅（きたあらい）                                     |
| Stazione di Kita-Arima                  | 北有馬駅（きたありま）                                     |
| Stazione di Kita-Asaka                  | 北朝霞駅（きたあさか）                                     |
| Stazione di Kita-Ayase                  | 北綾瀬駅（きたあやせ）                                     |
| Stazione di Kitabatake                  | 北畠駅（きたばたけ）                                       |
| Stazione di Kita-Biei                   | 北美瑛駅（きたびえい）                                     |
| Stazione di Kita-Chigasaki              | 北茅ヶ崎駅（きたちがさき）                                 |
| Stazione di Kita-Chippubetsu            | 北秩父別駅（きたちっぷべつ）                               |
| Stazione di Kitachō                     | 木太町駅（きたちょう）                                     |
| Stazione di Kitago                      | 北府駅（きたご）                                           |
| Stazione di Kita-Fuchū                  | 北府中駅（きたふちゅう）                                   |
| Stazione di Kita-Fujioka                | 北藤岡駅（きたふじおか）                                   |
| Stazione di Kita-Funaoka                | 北舟岡駅（きたふなおか）                                   |
| Stazione di Kitafutō                    | 北埠頭駅（きたふとう）                                     |
| Stazione di Kitagata (Fukuoka)          | 北方駅 (福岡県)（きたがた）                                |
| Stazione di Kitagata (Saga)             | 北方駅 (佐賀県)（きたがた）                                |
| Stazione di Kitagata-Makuwa             | 北方真桑駅（きたがたまくわ）                               |
| Stazione di Kitagawa                    | 北川駅（きたがわ）                                         |
| Stazione di Kitagawachi                 | 北河内駅 (徳島県)（きたがわち）                            |
| Stazione di Kitagō                      | 北郷駅（きたごう）                                         |
| Stazione di Kitagōchi                   | 北河内駅 (山口県)（きたごうち）                            |
| Stazione di Kita-Gōdo                   | 北神戸駅（きたごうど）                                     |
| Stazione di Kita-Gosen                  | 北五泉駅（きたごせん）                                     |
| Stazione di Kita-Hachiōji               | 北八王子駅（きたはちおうじ）                               |
| Stazione di Kitahama (Hokkaido)         | 北浜駅 (北海道)（きたはま）                                |
| Stazione di Kitahama (Osaka)            | 北浜駅 (大阪府)（きたはま）                                |
| Stazione di Kitahanada                  | 北花田駅（きたはなだ）                                     |
| Stazione di Kitahara                    | 北原駅（きたはら）                                         |
| Stazione di Kita-Hatsutomi              | 北初富駅（きたはつとみ）                                   |
| Stazione di Kita-Higashiguchi           | 木太東口駅（きたひがしぐち）                               |
| Stazione di Kita-Hinode                 | 北日ノ出駅（きたひので）                                   |
| Stazione di Kita-Hiroshima              | 北広島駅（きたひろしま）                                   |
| Stazione di Kita-Horinouchi             | 北堀之内駅（きたほりのうち）                               |
| Stazione di Kita-Hosono                 | 北細野駅（きたほその）                                     |
| Stazione di Kita-Ichiyan                | 北一已駅（きたいちやん）                                   |
| Stazione di Kita-Iiyama                 | 北飯山駅（きたいいやま）                                   |
| Stazione di Kita-Ikebukuro              | 北池袋駅（きたいけぶくろ）                                 |
| Stazione di Kita-Ikeno                  | 北池野駅（きたいけの）                                     |
| Stazione di Kita-Itami                  | 北伊丹駅（きたいたみ）                                     |
| Stazione di Kita-Iyo                    | 北伊予駅（きたいよ）                                       |
| Stazione di Kitajō                      | 北条駅（きたじょう）                                       |
| Stazione di Kitajūhachijō               | 北18条駅（きたじゅうはちじょう）                           |
| Stazione di Kitajūnijō                  | 北12条駅（きたじゅうにじょう）                             |
| Stazione di Kitajūsanjō-higashi         | 北13条東駅（きたじゅうさんじょうひがし）                   |
| Stazione di Kitakagaya                  | 北加賀屋駅（きたかがや）                                   |
| Stazione di Kita-Kamakura               | 北鎌倉駅（きたかまくら）                                   |
| Stazione di Kitakami                    | 北上駅（きたかみ）                                         |
| Stazione di Kita-Kanaoka                | 北金岡駅（きたかなおか）                                   |
| Stazione di Kita-Kanegasawa             | 北金ヶ沢駅（きたかねがさわ）                               |
| Stazione di Kita-Kanuma                 | 北鹿沼駅（きたかぬま）                                     |
| Stazione di Kita-Kashiwa                | 北柏駅（きたかしわ）                                       |
| Stazione di Kita-Kasukabe               | 北春日部駅（きたかすかべ）                                 |
| Stazione di Kitakata                    | 喜多方駅（きたかた）                                       |
| Stazione di Kita-Kembuchi               | 北剣淵駅（きたけんぶち）                                   |
| Stazione di Kita-Kogane                 | 北小金駅（きたこがね）                                     |
| Stazione di Kita-Kokubun                | 北国分駅（きたこくぶん）                                   |
| Stazione di Kita-Komatsu                | 北小松駅（きたこまつ）                                     |
| Stazione di Kita-Koshigaya              | 北越谷駅（きたこしがや）                                   |
| Stazione di Kita-Kōnosu                 | 北鴻巣駅（きたこうのす）                                   |
| Stazione di Kita-Kumamoto               | 北熊本駅（きたくまもと）                                   |
| Stazione di Kitakume                    | 北久米駅（きたくめ）                                       |
| Stazione di Kita-Kurihama               | 北久里浜駅（きたくりはま）                                 |
| Stazione di Kita-Kusu                   | 北楠駅（きたくす）                                         |
| Stazione di Kitakyushu Kamotsu Terminal | 北九州貨物ターミナル駅（きたきゅうしゅうかもつたーみなる） |
| Stazione di Kita-Marumori               | 北丸森駅（きたまるもり）                                   |
| Stazione di Kitamata                    | 北俣駅（きたまた）                                         |
| Stazione di Kita-Matsudo                | 北松戸駅（きたまつど）                                     |
| Stazione di Kita-Matsumoto              | 北松本駅（きたまつもと）                                   |
| Stazione di Kitami (Tokyo)              | 喜多見駅（きたみ）                                         |
| Stazione di Kitami (Hokkaido)           | 北見駅（きたみ）                                           |
| Stazione di Kita-Mitsukaidō             | 北水海道駅（きたみつかいどう）                             |
| Stazione di Kita-Mōka                   | 北真岡駅（きたもおか）                                     |
| Stazione di Kitamori                    | 北森駅（きたもり）                                         |
| Stazione di Kitamoto                    | 北本駅（きたもと）                                         |
| Stazione di Kitanada                    | 喜多灘駅（きたなだ）                                       |
| Stazione di Kita-Nagano                 | 北長野駅（きたながの）                                     |
| Stazione di Kita-Naganoda               | 北永野田駅（きたながのだ）                                 |
| Stazione di Kita-Nagaoka                | 北長岡駅（きたながおか）                                   |
| Stazione di Kita-Nagase                 | 北長瀬駅（きたながせ）                                     |
| Stazione di Kita-Nagayama               | 北永山駅（きたながやま）                                   |
| Stazione di Kita-Nakagomi               | 北中込駅（きたなかごみ）                                   |
| Stazione di Kita-Narashino              | 北習志野駅（きたならしの）                                 |
| Stazione di Kitanii-Matsumotodaigakumae | 北新・松本大学前駅（きたにい・まつもとだいがくまえ）       |
| Stazione di Kitanijūyojō                | 北24条駅（きたにじゅうよじょう）                           |
| Stazione di Kitano (Fukuoka)            | 北野駅 (福岡県)（きたの）                                  |
| Stazione di Kitano (Tokyo)              | 北野駅 (東京都)（きたの）                                  |
| Stazione di Kita-Nobeoka                | 北延岡駅（きたのべおか）                                   |
| Stazione di Kitanoda                    | 北野田駅（きたのだ）                                       |
| Stazione di Kitano-Hakubaichō           | 北野白梅町駅（きたのはくばいちょう）                       |
| Stazione di Kita-Noheji                 | 北野辺地駅（きたのへじ）                                   |
| Stazione di Kitano-Masuzuka             | 北野桝塚駅（きたのますづか）                               |
| Stazione di Kita-Noshiro                | 北能代駅（きたのしろ）                                     |
| Stazione di Kita-Ōgaki                  | 北大垣駅（きたおおがき）                                   |
| Stazione di Kita-Ōishida                | 北大石田駅（きたおおいしだ）                               |
| Stazione di Kitaōji                     | 北大路駅（きたおおじ）                                     |
| Stazione di Kita-Okazaki                | 北岡崎駅（きたおかざき）                                   |
| Stazione di Kita-Ōmachi                 | 北大町駅（きたおおまち）                                   |
| Stazione di Kita-Ōmagari                | 北大曲駅（きたおおまがり）                                 |
| Stazione di Kita-Ōmiya                  | 北大宮駅（きたおおみや）                                   |
| Stazione di Kita-Ōno                    | 北大野駅（きたおおの）                                     |
| Stazione di Kita-Otari                  | 北小谷駅（きたおたり）                                     |
| Stazione di Kita-Pippu                  | 北比布駅（きたぴっぷ）                                     |
| Stazione di Kita-Sabae                  | 北鯖江駅（きたさばえ）                                     |
| Stazione di Kitasandō                   | 北参道駅（きたさんどう）                                   |
| Stazione di Kitasanjo                   | 北三条駅（きたさんじょう）                                 |
| Stazione di Kitasanjūyojō               | 北34条駅（きたさんじゅうよじょう）                         |
| Stazione di Kita-Sasebo                 | 北佐世保駅（きたさせぼ）                                   |
| Stazione di Kita-Sendai                 | 北仙台駅（きたせんだい）                                   |
| Stazione di Kita-Senju                  | 北千住駅（きたせんじゅ）                                   |
| Stazione di Kita-Senri                  | 北千里駅（きたせんり）                                     |
| Stazione di Kita-Senzoku                | 北千束駅（きたせんぞく）                                   |
| Stazione di Kita-Shinagawa              | 北品川駅（きたしながわ）                                   |
| Stazione di Kitashinchi                 | 北新地駅（きたしんち）                                     |
| Stazione di Kitashinkawa                | 北新川駅（きたしんかわ）                                   |
| Stazione di Kitashinoda                 | 北信太駅（きたしのだ）                                     |
| Stazione di Kita-Shin-Yokohama          | 北新横浜駅（きたしんよこはま）                             |
| Stazione di Kita-Shirakawa              | 北白川駅（きたしらかわ）                                   |
| Stazione di Kita-Sukematsu              | 北助松駅（きたすけまつ）                                   |
| Stazione di Kita-Suzaka                 | 北須坂駅（きたすざか）                                     |
| Stazione di Kita-Takaiwa                | 北高岩駅（きたたかいわ）                                   |
| Stazione di Kita-Takasaki               | 北高崎駅（きたたかさき）                                   |
| Stazione di Kita-Tanabe                 | 北田辺駅（きたたなべ）                                     |
| Stazione di Kita-Tatsumi                | 北巽駅（きたたつみ）                                       |
| Stazione di Kita-Toda                   | 北戸田駅（きたとだ）                                       |
| Stazione di Kita-Tokiwa                 | 北常盤駅（きたときわ）                                     |
| Stazione di Kitatono                    | 北殿駅（きたとの）                                         |
| Stazione di Kita-Toyotsu                | 北豊津駅（きたとよつ）                                     |
| Stazione di Kitauchi                    | 北宇智駅（きたうち）                                       |
| Stazione di Kitaura (Kōchi)             | 北浦駅 (高知県)（きたうら）                                |
| Stazione di Kitaura (Miyagi)            | 北浦駅 (宮城県)（きたうら）                                |
| Stazione di Kitaurakohan                | 北浦湖畔駅（きたうらこはん）                               |
| Stazione di Kita-Urawa                  | 北浦和駅（きたうらわ）                                     |
| Stazione di Kita-Uwajima                | 北宇和島駅（きたうわじま）                                 |
| Stazione di Kitayama (Aichi)            | 喜多山駅 (愛知県)（きたやま）                              |
| Stazione di Kitayama (Ehime)            | 喜多山駅 (愛媛県)（きたやま）                              |
| Stazione di Kitayama (Kyoto)            | 北山駅 (京都府)（きたやま）                                |
| Stazione di Kitayama (Miyagi)           | 北山駅 (宮城県)（きたやま）                                |
| Stazione di Kitayama (Tochigi)          | 北山駅 (栃木県)（きたやま）                                |
| Stazione di Kita-Yamada                 | 北山田駅 (大分県)（きたやまだ）                            |
| Stazione di Kita-Yamata                 | 北山田駅 (神奈川県)（きたやまた）                          |
| Stazione di Kita-Yamagata               | 北山形駅（きたやまがた）                                   |
| Stazione di Kita-Yobanchō               | 北四番丁駅（きたよばんちょう）                             |
| Stazione di Kita-Yono                   | 北与野駅（きたよの）                                       |
| Stazione di Kita-Yoshida                | 北吉田駅（きたよしだ）                                     |
| Stazione di Kita-Yoshihara              | 北吉原駅（きたよしはら）                                   |
| Stazione di Kitsuki                     | 杵築駅（きつき）                                           |
| Stazione di Kitsunegasaki               | 狐ヶ崎駅（きつねがさき）                                   |
| Stazione di Kitsuonsen                  | 木津温泉駅（きつおんせん）                                 |
| Stazione di Kiwa (Yamaguchi)            | 岐波駅（きわ）                                             |
| Stazione di Kiwa (Wakayama)             | 紀和駅（きわ）                                             |
| Stazione di Kiwado                      | 黄波戸駅（きわど）                                         |
| Stazione di Kiyachō                     | 木屋町駅（きやちょう）                                     |
| Stazione di Kiyama (Saga)               | 基山駅（きやま）                                           |
| Stazione di Kiyama (Fukui)              | 気山駅（きやま）                                           |
| Stazione di Kiyo                        | 木与駅（きよ）                                             |
| Stazione di Kiyohata                    | 清畠駅（きよはた）                                         |
| Stazione di Kiyokawa                    | 清川駅（きよかわ）                                         |
| Stazione di Kiyokawaguchi               | 清川口駅（きよかわぐち）                                   |
| Stazione di Kiyomizu-Gojō               | 清水五条駅（きよみずこじょう）                             |
| Stazione di Kiyone                      | 清音駅（きよね）                                           |
| Stazione di Kiyosato                    | 清里駅（きよさと）                                         |
| Stazione di Kiyosatocho                 | 清里町駅（きよさとちょう）                                 |
| Stazione di Kiyose                      | 清瀬駅（きよせ）                                           |
| Stazione di Kiyoshikōjin                | 清荒神駅（きよしこうじん）                                 |
| Stazione di Kiyosu                      | 清洲駅（きよす）                                           |
| Stazione di Kiyosumi-Shirakawa          | 清澄白河駅（きよすみしらかわ）                             |
| Stazione di Kiyotake                    | 清武駅（きよたけ）                                         |
| Stazione di Kiyotaki                    | 清滝駅（きよたき）                                         |
| Stazione di Kizaki                      | 木崎駅（きざき）                                           |
| Stazione di Kizu (Hyogo)                | 木津駅 (兵庫県)（きづ）                                    |
| Stazione di Kizu (Kyoto)                | 木津駅 (京都府)（きづ）                                    |
| Stazione di Kizugawa                    | 木津川駅（きづがわ）                                       |
| Stazione di Kizugawadai                 | 木津川台駅（きづがわだい）                                 |
| Stazione di Kizukuri                    | 木造駅（きづくり）                                         |

### Ko
| Stazione di Kō (Aichi)                        | 国府駅 (愛知県)（こう）                              |
| Stazione di Kō (Tokushima)                    | 府中駅 (徳島県)（こう）                              |
| Koami-cho                                     | 小網町駅（こあみちょう）                             |
| Stazione di Kobana                            | 小塙駅（こばな）                                     |
| Stazione di Kobanchaya                        | 木場茶屋駅（こばんちゃや）                           |
| Stazione di Kobari                            | 小針駅（こばり）                                     |
| Stazione di Kobata                            | 木幡駅 (兵庫県)（こばた）                            |
| Stazione di Kobato                            | 小波渡駅（こばと）                                   |
| Stazione di Kobayashi (Chiba)                 | 小林駅 (千葉県)（こばやし）                          |
| Stazione di Kobayashi (Miyazaki)              | 小林駅 (宮崎県)（こばやし）                          |
| Stazione di Kobe (Hyogo)                      | 神戸駅 (兵庫県)（こうべ）                            |
| Stazione di Kobe (Nagasaki)                   | 古部駅（こべ）                                       |
| Stazione di Kōbe Kamotsu Terminal             | 神戸貨物ターミナル駅（こうべかもつたーみなる）       |
| Stazione di Kobi                              | 古井駅（こび）                                       |
| Stazione di Koboke                            | 小歩危駅（こぼけ）                                   |
| Stazione di Koboreguchi                       | 河堀口駅（こぼれぐち）                               |
| Stazione di Koboro                            | 小幌駅（こぼろ）                                     |
| Stazione di Kobuchi (Kanagawa)                | 古淵駅（こぶち）                                     |
| Stazione di Kobuchi (Akita)                   | 小渕駅（こぶち）                                     |
| Stazione di Kobuchizawa                       | 小淵沢駅（こぶちざわ）                               |
| Stazione di Kobunato                          | 小舟渡駅（こぶなと）                                 |
| Stazione di Kōchi (Hiroshima)                 | 河内駅（こうち）                                     |
| Stazione di Kōchi (Kōchi)                     | 高知駅（こうち）                                     |
| Stazione di Kōchi-ekimae                      | 高知駅前駅（こうちえきまえ）                         |
| Stazione di Kōchishōgyōmae                    | 高知商業前駅（こうちしょうぎょうまえ）               |
| Stazione di Kouchiumi                         | 小内海駅（こうちうみ）                               |
| Stazione di Kochibora                         | 木知原駅（こちぼら）                                 |
| Stazione di Kōda (Aichi)                      | 幸田駅（こうだ）                                     |
| Stazione di Kōda (Nagayo, Nagasaki)           | 高田駅 (長崎県)（こうだ）                            |
| Stazione di Kōda (Saza, Nagasaki)             | 神田駅 (長崎県)（こうだ）                            |
| Stazione di Kodaira                           | 小平駅（こだいら）                                   |
| Stazione di Kodama                            | 児玉駅（こだま）                                     |
| Stazione di Kodenmachō                        | 小伝馬町駅（こでんまちょう）                         |
| Stazione di Kōdo (Hiroshima)                  | 河戸駅（こうど）                                     |
| Stazione di Kōdo (Kyoto)                      | 興戸駅（こうど）                                     |
| Stazione di Kodomonokuni (Aichi)              | こどもの国駅 (愛知県)（こどものくに）                |
| Stazione di Kodomonokuni (Kanagawa)           | こどもの国駅 (神奈川県)（こどものくに）              |
| Stazione di Kodomonokuni (Miyazaki)           | 子供の国駅（こどものくに）                           |
| Stazione di Kōen                              | 公園駅（こうえん）                                   |
| Stazione di Kōenguchi                         | 公園口駅（こうえんぐち）                             |
| Stazione di Kōenhigashiguchi                  | 公園東口駅（こうえんひがしぐち）                     |
| Stazione di Kōenji                            | 高円寺駅（こうえんじ）                               |
| Stazione di Kōenkami                          | 公園上駅（こうえんかみ）                             |
| Stazione di Kōennishi                         | 公園西駅（こうえんにし）                             |
| Stazione di Kōenshimo                         | 公園下駅（こうえんしも）                             |
| Stazione di Kōfu                              | 甲府駅（こうふ）                                     |
| Stazione di Kōfūdai (Chiba)                   | 光風台駅 (千葉県)（こうふうだい）                    |
| Stazione di Kōfūdai (Osaka)                   | 光風台駅 (大阪府)（こうふうだい）                    |
| Stazione di Koga (Ibaraki)                    | 古河駅（こが）                                       |
| Stazione di Koga (Fukuoka)                    | 古賀駅（こが）                                       |
| Stazione di Kogagorufujōmae                   | 古賀ゴルフ場前駅（こがごるふじょうまえ）             |
| Stazione di Koganchaya                        | 古賀茶屋駅（こがんちゃや）                           |
| Stazione di Kogane (Aichi)                    | 黄金駅 (愛知県)（こがね）                            |
| Stazione di Kogane (Hokkaido)                 | 黄金駅 (北海道)（こがね）                            |
| Stazione di Koganechō                         | 黄金町駅（こがねちょう）                             |
| Stazione di Koganei                           | 小金井駅（こがねい）                                 |
| Stazione di Koganejōshi                       | 小金城趾駅（こがねじょうし）                         |
| Stazione di Koganezawa                        | 小金沢駅（こがねざわ）                               |
| Stazione di Kogawara                          | 小川原駅（こがわら）                                 |
| Stazione di Koginosato                        | 近義の里駅（こぎのさと）                             |
| Stazione di Kogota                            | 小牛田駅（こごた）                                   |
| Stazione di Koguriyama                        | 小栗山駅（こぐりやま）                               |
| Stazione di Kogushi                           | 小串駅（こぐし）                                     |
| Stazione di Koguwa                            | 蚕桑駅（こぐわ）                                     |
| Stazione di Kōgyōdanchi                       | 工業団地駅（こうぎょうだんち）                       |
| Stazione di Kōgyōkōkō-mae                     | 工業高校前駅（こうぎょうこうこうまえ）               |
| Stazione di Kohama                            | 粉浜駅（こはま）                                     |
| Stazione di Kohata                            | 木幡駅 (JR西日本)（こはた）                          |
| Stazione di Kōhoku                            | 湖北駅（こほく）                                     |
| Stazione di Kōhoku                            | 江北駅（こうほく）                                   |
| Stazione di Koi                               | 広電西広島（己斐）駅（ひろでんにしひろしま（こい）） |
| Stazione di Koide                             | 小出駅（こいで）                                     |
| Stazione di Koigakubo                         | 恋ヶ窪駅（こいがくぼ）                               |
| Stazione di Koikawa (Akita)                   | 鯉川駅（こいかわ）                                   |
| Stazione di Koikawa (Yamanashi)               | 小井川駅（こいかわ）                                 |
| Stazione di Koike                             | 小池駅（こいけ）                                     |
| Stazione di Kōikikōenmae                      | 広域公園前駅（こういきこうえんまえ）                 |
| Stazione di Koishihama                        | 小石浜駅（こいしはま）                               |
| Stazione di Koishiro                          | 漕代駅（こいしろ）                                   |
| Stazione di Koiwa                             | 小岩駅（こいわ）                                     |
| Stazione di Koiwagawa                         | 小岩川駅（こいわがわ）                               |
| Stazione di Koiwai                            | 小岩井駅（こいわい）                                 |
| Stazione di Koiyamagata                       | 恋山形駅（こいやまがた）                             |
| Stazione di Koizumi (Ehime)                   | 古泉駅（こいずみ）                                   |
| Stazione di Koizumi (Gifu)                    | 小泉駅（こいずみ）                                   |
| Stazione di Koizumimachi                      | 小泉町駅（こいずみまち）                             |
| Stazione di Kojima                            | 児島駅（こじま）                                     |
| Stazione di Kojima-shinden                    | 小島新田駅（こじましんでん）                         |
| Stazione di Kōjimachi                         | 麹町駅（こうじまち）                                 |
| Stazione di Kōjiro                            | 神代駅 (山口県)（こうじろ）                          |
| Stazione di Kōjiromachi                       | 神代町駅（こうじろまち）                             |
| Stazione di Kōjiya                            | 糀谷駅（こうじや）                                   |
| Stazione di Kojōhama                          | 虎杖浜駅（こじょうはま）                             |
| Stazione di Kōka                              | 甲賀駅（こうか）                                     |
| Stazione di Kōkandōmae                        | 広貫堂前駅（こうかんどうまえ）                       |
| Stazione di Kokawa                            | 粉河駅（こかわ）                                     |
| Stazione di Kokenawa                          | 苔縄駅（こけなわ）                                   |
| Stazione di Kokinu                            | 小絹駅（こきぬ）                                     |
| Stazione di Kokkai-gijidō-mae                 | 国会議事堂前駅（こっかいぎじどうまえ）               |
| Stazione di Kokokei                           | 古虎渓駅（ここけい）                                 |
| Stazione di Kokonoe                           | 九重駅（ここのえ）                                   |
| Stazione di Kokuba                            | 国場駅（こくば）                                     |
| Stazione di Kokubo                            | 国母駅（こくぼ）                                     |
| Stazione di Kokubu (Kagawa)                   | 国分駅 (香川県)（こくぶ）                            |
| Stazione di Kokubu (Kagoshima)                | 国分駅 (鹿児島県)（こくぶ）                          |
| Stazione di Kokubunji                         | 国分寺駅（こくぶんじ）                               |
| Stazione di Kokudō                            | 国道駅（こくどう）                                   |
| Stazione di Kokufu                            | 国府駅 (兵庫県)（こくふ）                            |
| Stazione di Kokufu-Tagajō                     | 国府多賀城駅（こくふたがじょう）                     |
| Stazione di Kōkū-kōen                         | 航空公園駅（こうくうこうえん）                       |
| Stazione di Kokura                            | 小倉駅 (福岡県)（こくら）                            |
| Stazione di Kokuritsu Kyōgijō                 | 国立競技場駅（こくりつきょうぎじょう）               |
| Stazione di Kokuryō                           | 国領駅（こくりょう）                                 |
| Stazione di Kokusai Center                    | 国際センター駅（こくさいせんたー）                   |
| Stazione di Kokusaikaikan                     | 国際会館駅（こくさいかいかん）                       |
| Stazione di Kokusai Tenjijō                   | 国際展示場駅（こくさいてんじじょう）                 |
| Stazione di Kokusai-tenjijō-seimon            | 国際展示場正門駅（こくさいてんじじょうせいもん）     |
| Stazione di Kōma (Iwate)                      | 好摩駅（こうま）                                     |
| Stazione di Koma (Saitama)                    | 高麗駅（こま）                                       |
| Stazione di Komaba-Tōdaimae                   | 駒場東大前駅（こまばとうだいまえ）                   |
| Stazione di Komachi                           | 古町駅（こまち）                                     |
| Stazione di Komachiya                         | 小町屋駅（こまちや）                                 |
| Stazione di Komada                            | 狛田駅（こまだ）                                     |
| Stazione di Komae                             | 狛江駅（こまえ）                                     |
| Stazione di Komagabayashi                     | 駒ヶ林駅（こまがばやし）                             |
| Stazione di Komagamine                        | 駒ヶ嶺駅（こまがみね）                               |
| Stazione di Komagane                          | 駒ヶ根駅（こまがね）                                 |
| Stazione di Komagata                          | 駒形駅（こまがた）                                   |
| Stazione di Komagatake                        | 駒ヶ岳駅（こまがたけ）                               |
| Stazione di Komagatani                        | 駒ヶ谷駅（こまがたに）                               |
| Stazione di Komagawa                          | 高麗川駅（こまがわ）                                 |
| Stazione di Komagawa-Nakano                   | 駒川中野駅（こまがわなかの）                         |
| Stazione di Komagome                          | 駒込駅（こまごめ）                                   |
| Stazione di Komaiko                           | 小舞子駅（こまいこ）                                 |
| Stazione di Komaki                            | 小牧駅（こまき）                                     |
| Stazione di Komakiguchi                       | 小牧口駅（こまきぐち）                               |
| Stazione di Komakihara                        | 小牧原駅（こまきはら）                               |
| Stazione di Komanaki                          | 駒鳴駅（こまなき）                                   |
| Stazione di Komano                            | 駒野駅（こまの）                                     |
| Stazione di Komatsu                           | 小松駅（こまつ）                                     |
| Stazione di Komatsukawa                       | 小松川駅（こまつかわ）                               |
| Stazione di Komazawa-Daigaku                  | 駒沢大学駅（こまざわだいがく）                       |
| Stazione di Kōme                              | 神目駅（こうめ）                                     |
| Stazione di Komeno                            | 米野駅（こめの）                                     |
| Stazione di Komenoki                          | 米野木駅（こめのき）                                 |
| Stazione di Komenotsu                         | 米ノ津駅（こめのつ）                                 |
| Stazione di Komi (Aichi)                      | 古見駅 (愛知県)（こみ）                              |
| Stazione di Komi (Okayama)                    | 古見駅 (岡山県)（こみ）                              |
| Stazione di Kōmi                              | 神海駅（こうみ）                                     |
| Stazione di Kominato                          | 小湊駅（こみなと）                                   |
| Stazione di Komiya                            | 小宮駅（こみや）                                     |
| Stazione di Komono                            | 菰野駅（こもの）                                     |
| Stazione di Komorie                           | 小森江駅（こもりえ）                                 |
| Stazione di Komoriutanosato-Takaya            | 子守唄の里高屋駅（こもりうたのさとたかや）           |
| Stazione di Komoro                            | 小諸駅（こもろ）                                     |
| Stazione di Komoto                            | 小本駅 (愛知県)（こもと）                            |
| Stazione di Komuro                            | 小室駅（こむろ）                                     |
| Stazione di Kōmyōike                          | 光明池駅（こうみょういけ）                           |
| Stazione di Kōmyōji                           | 光明寺駅（こうみょうじ）                             |
| Stazione di Konagai                           | 小長井駅（こながい）                                 |
| Stazione di Konaka                            | 小中駅（こなか）                                     |
| Stazione di Konakano                          | 小中野駅（こなかの）                                 |
| Stazione di Kōnan (Shiga)                     | 甲南駅（こうなん）                                   |
| Stazione di Kōnan (Aichi)                     | 江南駅 (愛知県)（こうなん）                          |
| Stazione di Kōnan (Shimane)                   | 江南駅 (島根県)（こうなん）                          |
| Stazione di Kōnan-chūō                        | 港南中央駅（こうなんちゅうおう）                     |
| Stazione di Kōnandai                          | 港南台駅（こうなんだい）                             |
| Stazione di Kōnan-Yamate                      | 甲南山手駅（こうなんやまて）                         |
| Stazione di Konashi                           | 小梨駅（こなし）                                     |
| Stazione di Konba                             | 今羽駅（こんば）                                     |
| Stazione di Konbu                             | 昆布駅（こんぶ）                                     |
| Stazione di Konbumori                         | 昆布盛駅（こんぶもり）                               |
| Stazione di Kongō                             | 金剛駅（こんごう）                                   |
| Stazione di Konkou                            | 金光駅（こんこう）                                   |
| Stazione di Konno                             | 木尾駅（こんの）                                     |
| Stazione di Kōnodai                           | 国府台駅（こうのだい）                               |
| Stazione di Konoha                            | 木葉駅（このは）                                     |
| Stazione di Kōnohara Enshin                   | 河野原円心駅（こうのはらえんしん）                   |
| Stazione di Kōnoikeshinden                    | 鴻池新田駅（こうのいけしんでん）                     |
| Stazione di Kōnokawa                          | 高野川駅（こうのかわ）                               |
| Stazione di Kōnomiya                          | 国府宮駅（こうのみや）                               |
| Stazione di Kōnosu                            | 鴻巣駅（こうのす）                                   |
| Stazione di Konoura                           | 金浦駅（このうら）                                   |
| Stazione di Kōnoyama                          | 鴻野山駅（こうのやま）                               |
| Stazione di Kōnu                              | 甲奴駅（こうぬ）                                     |
| Stazione di Konpiramae                        | 金比羅前駅（こんぴらまえ）                           |
| Stazione di Konzouji                          | 金蔵寺駅（こんぞうじ）                               |
| Stazione di Kōge                              | 郡家駅（こおげ）                                     |
| Stazione di Kōrakuen                          | 後楽園駅（こうらくえん）                             |
| Stazione di Koremasa                          | 是政駅（これまさ）                                   |
| Stazione di Kōri                              | 古里駅（こり）                                       |
| Stazione di Kōri                              | 桑折駅（こおり）                                     |
| Stazione di Kōrien                            | 香里園駅（こうりえん）                               |
| Stazione di Kōrimoto (JR Kyushu)              | 郡元駅 (JR九州)（こおりもと）                        |
| Stazione di Kōrimoto (Kagoshima City Tram)    | 郡元駅 (鹿児島市電)（こおりもと）                    |
| Stazione di Kōritsubyōinmae                   | 公立病院前駅（こうりつびょういんまえ）               |
| Stazione di Kōriyama (Fukushima)              | 郡山駅 (福島県)（こおりやま）                        |
| Stazione di Kōriyama (Nara)                   | 郡山駅 (奈良県)（こおりやま）                        |
| Stazione di Kōriyama Kamotsu Terminal         | 郡山貨物ターミナル駅（こおりやまかもつたーみなる）   |
| Stazione di Kōro                              | 香呂駅（こうろ）                                     |
| Stazione di Kōroen                            | 香櫨園駅（こうろえん）                               |
| Stazione di Kosagawa                          | 小砂川駅（こさがわ）                                 |
| Stazione di Kosagoe                           | 小佐越駅（こさごえ）                                 |
| Stazione di Kosano                            | 小佐野駅（こさの）                                   |
| Stazione di Kōsei                             | 甲西駅（こうせい）                                   |
| Stazione di Koshibe                           | 越部駅（こしべ）                                     |
| Stazione di Koshido                           | 越戸駅（こしど）                                     |
| Stazione di Kōshien                           | 甲子園駅（こうしえん）                               |
| Stazione di Kōshienguchi                      | 甲子園口駅（こうしえんぐち）                         |
| Stazione di Koshigahama                       | 越ヶ浜駅（こしがはま）                               |
| Stazione di Koshigaya                         | 越谷駅（こしがや）                                   |
| Stazione di Koshigaya-Laketown                | 越谷レイクタウン駅（こしがやれいくたうん）           |
| Stazione di Koshigoe                          | 腰越駅（こしごえ）                                   |
| Stazione di Koshimizu                         | 越水駅（こしみず）                                   |
| Stazione di Kōshinzuka                        | 庚申塚駅（こうしんづか）                             |
| Stazione di Kōshiyama                         | 神志山駅（こうしやま）                               |
| Stazione di Kōshunai                          | 光珠内駅（こうしゅない）                             |
| Stazione di Kōshūkaidō                        | 甲州街道駅（こうしゅうかいどう）                     |
| Stazione di Kōsoku-Kōbe                       | 高速神戸駅（こうそくこうべ）                         |
| Stazione di Kōsoku-Nagata                     | 高速長田駅（こうそくながた）                         |
| Stazione di Kosuge                            | 小菅駅（こすげ）                                     |
| Stazione di Kosugi (Imizu, Toyama)            | 小杉駅 (富山県射水市)（こすぎ）                      |
| Stazione di Kosugi (Toyama, Toyama)           | 小杉駅 (富山県富山市)（こすぎ）                      |
| Stazione di Kosugō                            | 越河駅（こすごう）                                   |
| Stazione di Kōtachi                           | 甲立駅（こうたち）                                   |
| Stazione di Kotake                            | 小竹駅（こたけ）                                     |
| Stazione di Kotake-Mukaihara                  | 小竹向原駅（こたけむかいはら）                       |
| Stazione di Kotaki                            | 小滝駅（こたき）                                     |
| Stazione di Kotesashi                         | 小手指駅（こてさし）                                 |
| Stazione di Kotobuki                          | 寿駅（ことぶき）                                     |
| Stazione di Kōtōdai-Kōen                      | 勾当台公園駅（こうとうだいこうえん）                 |
| Stazione di Kotoden Kotohira                  | 琴電琴平駅（ことでんことひら）                       |
| Stazione di Kotoden Shido                     | 琴電志度駅（ことでんしど）                           |
| Stazione di Kotoden Yashima                   | 琴電屋島駅（ことでんやしま）                         |
| Stazione di Kōtōen                            | 甲東園駅（こうとうえん）                             |
| Stazione di Kotohira                          | 琴平駅（ことひら）                                   |
| Stazione di Kotoni (JR Hokkaido)              | 琴似駅 (JR北海道)（ことに）                          |
| Stazione di Kotoni (Sapporo Municipal Subway) | 琴似駅 (札幌市営地下鉄)（ことに）                    |
| Stazione di Kotoshiba                         | 琴芝駅（ことしば）                                   |
| Stazione di Kotō                              | 厚東駅（ことう）                                     |
| Stazione di Kōtsū Center mae                  | 交通センター前駅（こうつうせんたーまえ）             |
| Stazione di Kotsuka                           | 古津賀駅（こつか）                                   |
| Stazione di Kōtsūkyokumae (Kagoshima)         | 交通局前駅 (鹿児島県)（こうつうきょくまえ）          |
| Stazione di Kōtsūkyokumae (Kumamoto)          | 交通局前駅 (熊本県)（こうつうきょくまえ）            |
| Stazione di Kotsunagi                         | 小繋駅（こつなぎ）                                   |
| Stazione di Kotsuyōsui                        | 木津用水駅（こつようすい）                           |
| Stazione di Kottoi                            | 特牛駅（こっとい）                                   |
| Stazione di Koumi                             | 小海駅（こうみ）                                     |
| Stazione di Koura                             | 小浦駅 (長崎県)（こうら）                            |
| Stazione di Kouchiumi                         | 小内海駅（こうちうみ）                               |
| Stazione di Kōwa                              | 河和駅（こうわ）                                     |
| Stazione di Kowada                            | 小和田駅（こわだ）                                   |
| Stazione di Kōwaguchi                         | 河和口駅（こうわぐち）                               |
| Stazione di Kowakidani                        | 小涌谷駅（こわきだに）                               |
| Stazione di Kowashōzu                         | 小和清水駅（こわしょうず）                           |
| Stazione di Kowata                            | 木幡駅 (京阪)（こわた）                              |
| Stazione di Kōya (Chiba)                      | 幸谷駅（こうや）                                     |
| Stazione di Kōya (Tokyo)                      | 高野駅 (東京都)（こうや）                            |
| Stazione di Kōyadai                           | 荒野台駅（こうやだい）                               |
| Stazione di Kōyaguchi                         | 高野口駅（こうやぐち）                               |
| Stazione di Koyama                            | 湖山駅（こやま）                                     |
| Stazione di Kōyama                            | 甲山駅（こうやま）                                   |
| Stazione di Koyamatsu                         | 小谷松駅（こやまつ）                                 |
| Stazione di Koyanagi (Aomori)                 | 小柳駅 (青森県)（こやなぎ）                          |
| Stazione di Koyanagi (Ishikawa)               | 小柳駅 (石川県)（こやなぎ）                          |
| Stazione di Koyanohata                        | 小屋の畑駅（こやのはた）                             |
| Stazione di Koyanose                          | 木屋瀬駅（こやのせ）                                 |
| Stazione di Kōyasan                           | 高野山駅（こうやさん）                               |
| Stazione di Kōyashita                         | 高野下駅（こうやした）                               |
| Stazione di Koyasu                            | 子安駅（こやす）                                     |
| Stazione di Koyaura                           | 小屋浦駅（こやうら）                                 |
| Stazione di Kōyodo                            | 香淀駅（こうよど）                                   |
| Stazione di Kōyōdai                           | 光洋台駅（こうようだい）                             |
| Stazione di Kōyōen                            | 甲陽園駅（こうようえん）                             |
| Stazione di Koyoshi                           | 子吉駅（こよし）                                     |
| Stazione di Koyūkan-shin'eki                  | 湖遊館新駅駅（こゆうかんしんえき）                   |
| Stazione di Koza                              | 古座駅（こざ）                                       |
| Stazione di Kōzai                             | 香西駅（こうざい）                                   |
| Stazione di Kozakai                           | 小坂井駅（こざかい）                                 |
| Stazione di Kōzaki                            | 幸崎駅（こうざき）                                   |
| Stazione di Kōza-Shibuya                      | 高座渋谷駅（こうざしぶや）                           |
| Stazione di Kozawa                            | 小沢駅 (北海道)（こざわ）                            |
| Stazione di Kōzenji                           | 光善寺駅（こうぜんじ）                               |
| Stazione di Kōzōji                            | 高蔵寺駅（こうぞうじ）                               |
| Stazione di Kōzu (Osaka)                      | 郡津駅（こうづ）                                     |
| Stazione di Kōzu (Kanagawa)                   | 国府津駅（こうづ）                                   |
| Stazione di Kōzuki                            | 上月駅（こうづき）                                   |
| Stazione di Kozukue                           | 小机駅（こづくえ）                                   |
| Stazione di Kōzunomori                        | 公津の杜駅（こうづのもり）                           |
| Stazione di Kozurushinden                     | 小鶴新田駅（こづるしんでん）                         |
| Stazione di Kozuya                            | 小鳥谷駅（こずや）                                   |

### Ku
| Stazione di Kuba                        | 玖波駅（くば）                                       |
| Stazione di Kubara                      | 久原駅（くばら）                                     |
| Stazione di Kubiki                      | くびき駅（くびき）                                   |
| Stazione di Kubiki-Ōno                  | 頸城大野駅（くびきおおの）                           |
| Stazione di Kubochō                     | 久保町駅（くぼちょう）                               |
| Stazione di Kubokawa                    | 窪川駅（くぼかわ）                                   |
| Stazione di Kubota (Akita)              | 久保田駅 (秋田県)（くぼた）                          |
| Stazione di Kubota (Saga)               | 久保田駅 (佐賀県)（くぼた）                          |
| Stazione di Kuchiba                     | 口羽駅（くちば）                                     |
| Stazione di Kudamatsu                   | 下松駅 (山口県)（くだまつ）                          |
| Stazione di Kudanshita                  | 九段下駅（くだんした）                               |
| Stazione di Kudara                      | 百済駅（くだら）                                     |
| Stazione di Kudoyama                    | 九度山駅（くどやま）                                 |
| Stazione di Kuga                        | 玖珂駅（くが）                                       |
| Stazione di Kugahara (Tokyo)            | 久が原駅（くがはら）                                 |
| Stazione di Kugahara (Chiba)            | 久我原駅（くがはら）                                 |
| Stazione di Kugayama                    | 久我山駅（くがやま）                                 |
| Stazione di Kugemura                    | 久下村駅（くげむら）                                 |
| Stazione di Kugenuma                    | 鵠沼駅（くげぬま）                                   |
| Stazione di Kugenumakaigan              | 鵠沼海岸駅（くげぬまかいがん）                       |
| Stazione di Kugeta                      | 久下田駅（くげた）                                   |
| Stazione di Kuguhara                    | 久々原駅（くぐはら）                                 |
| Stazione di Kuguno                      | 久々野駅（くぐの）                                   |
| Stazione di Kuhombutsu                  | 九品仏駅（くほんぶつ）                               |
| Stazione di Kuhonjikōsaten              | 九品寺交差点駅（くほんじこうさてん）                 |
| Stazione di Kuinabashi                  | くいな橋駅（くいなばし）                             |
| Stazione di Kuise                       | 杭瀬駅（くいせ）                                     |
| Stazione di Kuji (Iwate)                | 久慈駅（くじ）                                       |
| Stazione di Kuji (Kanagawa)             | 久地駅（くじ）                                       |
| Stazione di Kujiranami                  | 鯨波駅（くじらなみ）                                 |
| Kujō (Kyoto)                            | 九条駅 (京都府)（くじょう）                          |
| Kujō (Nara)                             | 九条駅 (奈良県)（くじょう）                          |
| Kujō (Osaka)                            | 九条駅 (大阪府)（くじょう）                          |
| Stazione di Kuki (Saitama)              | 久喜駅（くき）                                       |
| Stazione di Kuki (Mie)                  | 九鬼駅（くき）                                       |
| Stazione di Kumagane                    | 熊ヶ根駅（くまがね）                                 |
| Stazione di Kumagawa                    | 熊川駅（くまがわ）                                   |
| Stazione di Kumagaya                    | 熊谷駅（くまがや）                                   |
| Stazione di Kumagaya Kamotsu Terminal   | 熊谷貨物ターミナル駅（くまがやかもつたーみなる）     |
| Stazione di Kumamoto                    | 熊本駅（くまもと）                                   |
| Stazione di Kumamoto-eki-mae            | 熊本駅前駅（くまもとえきまえ）                       |
| Stazione di Kumamotojō-mae              | 熊本城前駅（くまもとじょうまえ）                     |
| Stazione di Kumanishi                   | 熊西駅（くまにし）                                   |
| Stazione di Kumanojō                    | 隈之城駅（くまのじょう）                             |
| Stazione di Kumanomae                   | 熊野前駅（くまのまえ）                               |
| Stazione di Kumanoshi                   | 熊野市駅（くまのし）                                 |
| Stazione di Kumasaki                    | 熊崎駅（くまさき）                                   |
| Stazione di Kumatori                    | 熊取駅（くまとり）                                   |
| Stazione di Kumayama                    | 熊山駅（くまやま）                                   |
| Stazione di Kume                        | 久米駅（くめ）                                       |
| Stazione di Kumeda                      | 久米田駅（くめだ）                                   |
| Stazione di Kumegawa                    | 久米川駅（くめがわ）                                 |
| Stazione di Kumihama                    | 久美浜駅（くみはま）                                 |
| Stazione di Kumoi                       | 雲井駅（くもい）                                     |
| Stazione di Kumonmyō                    | 公文明駅（くもんみょう）                             |
| Stazione di Kumura                      | 玖村駅（くむら）                                     |
| Stazione di Kunado                      | 久那土駅（くなど）                                   |
| Stazione di Kunda                       | 栗田駅（くんだ）                                     |
| Stazione di Kunebetsu                   | 久根別駅（くねべつ）                                 |
| Stazione di Kunifusa                    | 国英駅（くにふさ）                                   |
| Stazione di Kunijima                    | 柴島駅（くにじま）                                   |
| Stazione di Kunimi (Kochi)              | 国見駅 (高知県)（くにみ）                            |
| Stazione di Kunimi (Miyagi)             | 国見駅 (宮城県)（くにみ）                            |
| Stazione di Kunisada                    | 国定駅（くにさだ）                                   |
| Stazione di Kunitachi                   | 国立駅（くにたち）                                   |
| Stazione di Kuniya                      | 国谷駅（くにや）                                     |
| Stazione di Kuniyoshi                   | 国吉駅（くによし）                                   |
| Stazione di Kunnui                      | 国縫駅（くんぬい）                                   |
| Stazione di Kunugiyama                  | くぬぎ山駅（くぬぎやま）                             |
| Stazione di Kuragano                    | 倉賀野駅（くらがの）                                 |
| Stazione di Kurahashi                   | 倉橋駅（くらはし）                                   |
| Stazione di Kurakuenguchi               | 苦楽園口駅（くらくえんぐち）                         |
| Stazione di Kurama                      | 鞍馬駅（くらま）                                     |
| Stazione di Kuramae                     | 蔵前駅（くらまえ）                                   |
| Stazione di Kuramaguchi                 | 鞍馬口駅（くらまぐち）                               |
| Stazione di Kurami                      | 倉見駅（くらみ）                                     |
| Stazione di Kuramoto (Nagano)           | 倉本駅（くらもと）                                   |
| Stazione di Kuramoto (Tokushima)        | 蔵本駅（くらもと）                                   |
| Stazione di Kuranaga                    | 倉永駅（くらなが）                                   |
| Stazione di Kurashiki                   | 倉敷駅（くらしき）                                   |
| Stazione di Kurashikishi                | 倉敷市駅（くらしきし）                               |
| Stazione di Kurate                      | 鞍手駅（くらて）                                     |
| Stazione di Kurauchi                    | 蔵内駅（くらうち）                                   |
| Stazione di Kurayoshi                   | 倉吉駅（くらよし）                                   |
| Stazione di Kure-Portopia               | 呉ポートピア駅（くれぽーとぴあ）                     |
| Stazione di Kure                        | 呉駅（くれ）                                         |
| Stazione di Kureha                      | 呉羽駅（くれは）                                     |
| Stazione di Kurihama                    | 久里浜駅（くりはま）                                 |
| Stazione di Kurihara Tamachi            | 栗原田町駅（くりはらたまち）                         |
| Stazione di Kurihashi                   | 栗橋駅（くりはし）                                   |
| Stazione di Kurihira                    | 栗平駅（くりひら）                                   |
| Stazione di Kurikara                    | 倶利伽羅駅（くりから）                               |
| Stazione di Kurikoma                    | 栗駒駅（くりこま）                                   |
| Stazione di Kurikoma-Kōgen              | くりこま高原駅（くりこまこうげん）                   |
| Stazione di Kurikuma                    | 栗熊駅（くりくま）                                   |
| Stazione di Kurino                      | 栗野駅（くりの）                                     |
| Stazione di Kurioka                     | 栗丘駅（くりおか）                                   |
| Stazione di Kurisawa                    | 栗沢駅（くりさわ）                                   |
| Stazione di Kuriyagawa                  | 厨川駅（くりやがわ）                                 |
| Stazione di Kuriyama                    | 栗山駅（くりやま）                                   |
| Stazione di Kurōbaru                    | 九郎原駅（くろうばる）                               |
| Stazione di Kurobe                      | 黒部駅（くろべ）                                     |
| Stazione di Kuroda (Aichi)              | 黒田駅 (愛知県)（くろだ）                            |
| Stazione di Kuroda (Nara)               | 黒田駅 (奈良県)（くろだ）                            |
| Stazione di Kurodahara                  | 黒田原駅（くろだはら）                               |
| Stazione di Kurodashō                   | 黒田庄駅（くろだしょう）                             |
| Stazione di Kuroe                       | 黒江駅（くろえ）                                     |
| Stazione di Kurogo                      | 黒子駅（くろご）                                     |
| Stazione di Kurogō                      | 黒川駅 (佐賀県)（くろごう）                          |
| Stazione di Kurohime                    | 黒姫駅（くろひめ）                                   |
| Stazione di Kuroi (Hyogo)               | 黒井駅 (兵庫県)（くろい）                            |
| Stazione di Kuroi (Niigata)             | 黒井駅 (新潟県)（くろい）                            |
| Stazione di Kuroimura                   | 黒井村駅（くろいむら）                               |
| Stazione di Kuroishi (Aomori)           | 黒石駅 (青森県)（くろいし）                          |
| Stazione di Kuroishi (Kumamoto)         | 黒石駅 (熊本県)（くろいし）                          |
| Stazione di Kuroiso                     | 黒磯駅（くろいそ）                                   |
| Stazione di Kuroiwa                     | 黒岩駅（くろいわ）                                   |
| Stazione di Kurokamimachi               | 黒髪町駅（くろかみまち）                             |
| Stazione di Kurokawa (Aichi)            | 黒川駅 (愛知県)（くろかわ）                          |
| Stazione di Kurokawa (Hyogo)            | 黒川駅 (兵庫県)（くろかわ）                          |
| Stazione di Kurokawa (Kagawa)           | 黒川駅 (香川県)（くろかわ）                          |
| Stazione di Kurokawa (Kanagawa)         | 黒川駅 (神奈川県)（くろかわ）                        |
| Stazione di Kuromatsu (Miyagi)          | 黒松駅 (宮城県)（くろまつ）                          |
| Stazione di Kuromatsu (Shimane)         | 黒松駅 (島根県)（くろまつ）                          |
| Stazione di Kuromatsunai                | 黒松内駅（くろまつない）                             |
| Stazione di Kurosaka                    | 黒坂駅（くろさか）                                   |
| Stazione di Kurosaki                    | 黒崎駅（くろさき）                                   |
| Stazione di Kurosakiekimae              | 黒崎駅前駅（くろさきえきまえ）                       |
| Kurosawa (Yokote, Akita)                | 黒沢駅 (秋田県横手市)（くろさわ）                    |
| Stazione di Kurosawa (Yurihonjō, Akita) | 黒沢駅 (秋田県由利本荘市)（くろさわ）                |
| Stazione di Kuroyama                    | 黒山駅（くろやま）                                   |
| Stazione di Kurozasa                    | 黒笹駅（くろざさ）                                   |
| Stazione di Kurumamichi                 | 車道駅（くるまみち）                                 |
| Stazione di Kurumazaki-Jinja            | 車折神社駅（くるまざきじんじゃ）                     |
| Stazione di Kurume                      | 久留米駅（くるめ）                                   |
| Stazione di Kurume-daigaku-mae          | 久留米大学前駅（くるめだいがくまえ）                 |
| Stazione di Kurume-Kōkōmae              | 久留米高校前駅（くるめこうこうまえ）                 |
| Stazione di Kururi                      | 久留里駅（くるり）                                   |
| Stazione di Kusae                       | 草江駅（くさえ）                                     |
| Stazione di Kusaka                      | 日下駅（くさか）                                     |
| Stazione di Kusami                      | 朽網駅（くさみ）                                     |
| Stazione di Kusamichi                   | 草道駅（くさみち）                                   |
| Stazione di Kusanagi (JR Central)       | 草薙駅 (JR東海)（くさなぎ）                          |
| Stazione di Kusanagi (Shizuoka Railway) | 草薙駅 (静岡鉄道)（くさなぎ）                        |
| Stazione di Kusano (Fukushima)          | 草野駅 (福島県)（くさの）                            |
| Stazione di Kusano (Hyōgo)              | 草野駅 (兵庫県)（くさの）                            |
| Kusatsu (Hiroshima)                     | 草津駅 (広島県)（くさつ）                            |
| Stazione di Kusatsu (Shiga)             | 草津駅 (滋賀県)（くさつ）                            |
| Kusatsu-minami                          | 草津南駅（くさつみなみ）                             |
| Stazione di Kuse                        | 久世駅（くせ）                                       |
| Stazione di Kushi                       | 串駅（くし）                                         |
| Stazione di Kushida                     | 櫛田駅（くしだ）                                     |
| Stazione di Kushigahama                 | 櫛ヶ浜駅（くしがはま）                               |
| Stazione di Kushikino                   | 串木野駅（くしきの）                                 |
| Stazione di Kushima                     | 串間駅（くしま）                                     |
| Stazione di Kushimoto                   | 串本駅（くしもと）                                   |
| Stazione di Kushiro (Shimane)           | 久代駅（くしろ）                                     |
| Stazione di Kushiro (Hokkaidō)          | 釧路駅（くしろ）                                     |
| Stazione di Kushiroshitsugen            | 釧路湿原駅（くしろしつげん）                         |
| Stazione di Kushiwara                   | 櫛原駅（くしわら）                                   |
| Stazione di Kusu                        | 楠駅（くす）                                         |
| Stazione di Kusubashi                   | 楠橋駅（くすばし）                                   |
| Stazione di Kusugawa                    | 久寿川駅（くすがわ）                                 |
| Stazione di Kusuku                      | 楠久駅（くすく）                                     |
| Stazione di Kusurimizu                  | 薬水駅（くすりみず）                                 |
| Stazione di Kutani                      | 久谷駅（くたに）                                     |
| Stazione di Kutano                      | 久田野駅（くたの）                                   |
| Stazione di Kutchan                     | 倶知安駅（くっちゃん）                               |
| Stazione di Kute                        | 久手駅 （くて）                                      |
| Stazione di Kutsukake                   | 沓掛駅（くつかけ）                                   |
| Stazione di Kutsukawa                   | 久津川駅（くつかわ）                                 |
| Stazione di Kuwagawa                    | 桑川駅（くわがわ）                                   |
| Stazione di Kuwamachi                   | 桑町駅（くわまち）                                   |
| Stazione di Kuwana                      | 桑名駅（くわな）                                     |
| Stazione di Kuwanagawa                  | 桑名川駅（くわながわ）                               |
| Stazione di Kuwano                      | 桑野駅（くわの）                                     |
| Stazione di Kuzakai                     | 区界駅（くざかい）                                   |
| Stazione di Kuzaki                      | 久崎駅（くざき）                                     |
| Stazione di Kuzu                        | 葛駅（くず）                                         |
| Stazione di Kuzuha                      | 樟葉駅（くずは）                                     |
| Stazione di Kuzumi                      | 久住駅（くずみ）                                     |
| Stazione di Kuzuoka                     | 葛岡駅（くずおか）                                   |
| Stazione di Kuzuryūko                   | 九頭竜湖駅（くずりゅうこ）                           |
| Stazione di Kuzuu                       | 葛生駅（くずう）                                     |
| Stazione di Kyarabashi                  | 伽羅橋駅（きゃらばし）                               |
| Kyōbashi (Osaka)                        | 京橋駅 (大阪府)（きょうばし）                        |
| Kyōbashi (Tokyo)                        | 京橋駅 (東京都)（きょうばし）                        |
| Stazione di Kyōbate                     | 京終駅（きょうばて）                                 |
| Stazione di Kyōden                      | 経田駅（きょうでん）                                 |
| Stazione di Kyōdō                       | 経堂駅（きょうどう）                                 |
| Stazione di Kyōgase                     | 京ヶ瀬駅（きょうがせ）                               |
| Stazione di Kyōguchi                    | 京口駅（きょうぐち）                                 |
| Stazione di Kyōikudaimae                | 教育大前駅（きょういくだいまえ）                     |
| Stazione di Kyōkaimae                   | 教会前駅（きょうかいまえ）                           |
| Stazione di Kyōmachionsen               | 京町温泉駅（きょうまちおんせん）                     |
| Stazione di Kyocera-mae                 | 京セラ前駅（きょうせらまえ）                         |
| Stazione di Kyōshi                      | 孝子駅（きょうし）                                   |
| Stazione di Kyōtanabe                   | 京田辺駅（きょうたなべ）                             |
| Stazione di Kyōteijō-mae (Hiroshima)    | 競艇場前駅 (広島県)（きょうていじょうまえ）          |
| Stazione di Kyōteijō-mae (Tokyo)        | 競艇場前駅 (東京都)（きょうていじょうまえ）          |
| Stazione di Kyoto                       | 京都駅（きょうと）                                   |
| Stazione di Kyoto Seikadai-mae          | 京都精華大前駅（きょうとせいかだいまえ）             |
| Stazione di Kyoto-Shiyakusho-mae        | 京都市役所前駅（きょうとしやくしょまえ）             |
| Stazione di Kyōwa                       | 共和駅（きょうわ）                                   |
| Stazione di Kyūdai-gakkentoshi          | 九大学研都市駅（きゅうだいがっけんとし）             |
| Stazione di Kyūhōji                     | 久宝寺駅（きゅうほうじ）                             |
| Stazione di Kyūhōjiguchi                | 久宝寺口駅（きゅうほうじぐち）                       |
| Stazione di Kyūjōmae (Kochi)            | 球場前駅 (高知県)（きゅうじょうまえ）                |
| Stazione di Kyūjōmae (Okayama)          | 球場前駅 (岡山県)（きゅうじょうまえ）                |
| Stazione di Kyūkyoryūchi-Daimarumae     | 旧居留地・大丸前駅（きゅうきょりゅうちだいまるまえ） |
| Stazione di Kyūragi                     | 厳木駅（きゅうらぎ）                                 |
| Stazione di Kyūsandaimae                | 九産大前駅（きゅうさんだいまえ）                     |
| Stazione di Kyūsendō                    | 球泉洞駅（きゅうせんどう）                           |
| Stazione di Kyūshirataki                | 旧白滝駅（きゅうしらたき）                           |
| Stazione di Kyūshū-kōdai-mae            | 九州工大前駅（きゅうしゅうこうだいまえ）             |
| Stazione di Kyūshū Tetsudō Kinenkan     | 九州鉄道記念館駅（きゅうしゅうてつどうきねんかん）   |

### L
| Lavender Farm | ラベンダー畑駅（らべんだーばたけ） |